# Giải bóng đá Vô địch Quốc gia 2022
Giải bóng đá Vô địch Quốc gia 2022, tên gọi chính thức là Giải bóng đá Vô địch Quốc gia Night Wolf 2022 (tiếng Anh: Night Wolf V.League 1 – 2022) vì lý do tài trợ, là mùa giải chuyên nghiệp thứ 22 và là mùa giải thứ 39 của Giải bóng đá Vô địch Quốc gia. Đây là năm đầu tiên trong hợp đồng ba năm của Công ty cổ phần Sâm Ngọc Linh Kon Tum với tư cách là nhà tài trợ chính của giải đấu.
Mùa giải khởi tranh vào ngày 25 tháng 2 và kết thúc vào ngày 19 tháng 11 năm 2022, ban đầu dự kiến có 14 câu lạc bộ tham dự (tất cả các đội bóng tham dự mùa giải 2021 bị hủy bỏ được giữ nguyên cho mùa giải lần này). Tuy nhiên, do câu lạc bộ Than Quảng Ninh đã tuyên bố bỏ giải, số lượng đội bóng đã giảm xuống còn 13. Đội vô địch mùa giải này sẽ giành quyền tham dự vòng bảng của AFC Champions League 2023–24, đội xếp cuối bảng xuống thi đấu tại giải hạng Nhất Quốc gia 2023.
Hà Nội đã giành chức vô địch lần thứ 6 sớm một vòng đấu sau khi đánh bại Hồng Lĩnh Hà Tĩnh vì đội áp sát sau họ, Hải Phòng nghỉ trong lượt trận cuối.

## Thay đổi trước mùa giải

### Thay đổi đội bóng
| - Không | Bỏ giải - Than Quảng Ninh |

Vào ngày 25 tháng 8 năm 2021, do khó khăn về mặt tài chính khi mùa giải 2021 bị hủy và nợ lương các cầu thủ, Than Quảng Ninh đã thông báo dừng hoạt động vĩnh viễn và thanh lý các cầu thủ, kể cả ban huấn luyện của đội bóng để "làm lại từ đầu", và không tham dự các giải chuyên nghiệp quốc gia trong năm 2022. Điều này đồng nghĩa với việc Than Quảng Ninh sẽ rút lui khỏi giải đấu.

### Nhạc hiệu
Mùa giải này chứng kiến lần đầu tiên giải đấu có một bản nhạc ra sân tự sáng tác với tên "Những bước chân của rồng", do ê-kíp của nhạc sỹ, ca sỹ Hoàng Bách sản xuất và hợp tác với VPF. Chủ tịch VPF Trần Anh Tú đã bày tỏ sự hãnh diện khi những trận đấu của giải chuyên nghiệp Việt Nam sắp tới sẽ có một bản nhạc ra sân hoành tráng nhưng cũng mang tính dân tộc trong đó.

### Thể thức thi đấu
Sau hai mùa giải thi đấu phân nhóm tranh vô địch và trụ hạng, mùa giải V.League 1 lần này sẽ trở lại với thể thức thi đấu vòng tròn hai lượt truyền thống.
Bên cạnh đó, tại cuộc họp được tổ chức vào ngày 7 tháng 1 năm 2022, VPF cũng đã đưa ra hai phương án khác để tổ chức các giải đấu chuyên nghiệp hàng đầu tùy theo tình hình dịch bệnh COVID-19. Theo đó, nếu giải đấu đã hoàn thành giai đoạn lượt đi mà bị ảnh hưởng bởi đại dịch thì các đội bóng sẽ được phân nhánh đua vô địch và nhánh trụ hạng giống như hai mùa giải trước. Còn nếu lượt đi chưa kết thúc nhưng bị ảnh hưởng bởi dịch bệnh, ban tổ chức sẽ căn cứ vào số điểm của các đội tại thời điểm giải đấu dừng lại để tiến hành chia nhánh thi đấu tiếp phần còn lại. Trong trường hợp này, các đội bóng không được bảo lưu điểm số ở giai đoạn 1 khi bước vào thi đấu giai đoạn 2.

### Giải thưởng
Đội vô địch mùa giải này sẽ nhận được cúp và tiền thưởng trị giá 3 tỷ đồng. Đội á quân được thưởng 1,5 tỷ đồng và đội xếp thứ ba được 750 triệu đồng.

## Các đội tham dự

### Sân vận động
| Đội bóng              | Địa điểm                       | Sân vận động | Sức chứa |
| --------------------- | ------------------------------ | ------------ | -------- |
| Becamex Bình Dương    | Thủ Dầu Một, Bình Dương        | Gò Đậu       | 18.250   |
| Hà Nội                | Đống Đa, Hà Nội                | Hàng Đẫy     | 22.500   |
| Hải Phòng             | Quận Ngô Quyền, Hải Phòng      | Lạch Tray    | 30.000   |
| Hoàng Anh Gia Lai     | Pleiku, Gia Lai                | Pleiku       | 12.000   |
| Thành phố Hồ Chí Minh | Quận 10, Thành phố Hồ Chí Minh | Thống Nhất   | 15.000   |
| Nam Định              | Thành phố Nam Định, Nam Định   | Thiên Trường | 30.000   |
| Topenland Bình Định   | Quy Nhơn, Bình Định            | Quy Nhơn     | 20.000   |
| Sài Gòn               | Quận 10, Thành phố Hồ Chí Minh | Thống Nhất   | 15.000   |
| Hồng Lĩnh Hà Tĩnh     | Thành phố Hà Tĩnh, Hà Tĩnh     | Hà Tĩnh      | 15.000   |
| SHB Đà Nẵng           | Cẩm Lệ, Đà Nẵng                | Hòa Xuân     | 20.000   |
| Sông Lam Nghệ An      | Vinh, Nghệ An                  | Vinh         | 18.000   |
| Đông Á Thanh Hóa      | Thành phố Thanh Hóa, Thanh Hóa | Thanh Hóa    | 14.000   |
| Viettel               | Đống Đa, Hà Nội                | Hàng Đẫy     | 22.500   |

### Số đội theo khu vực
| Số lượng | Khu vực                | Đội                                                      |
| -------- | ---------------------- | -------------------------------------------------------- |
| 4        | Đồng bằng sông Hồng    | Hải Phòng, Hà Nội, Nam Định và Viettel                   |
| 3        | Bắc Trung Bộ           | Đông Á Thanh Hóa, Hồng Lĩnh Hà Tĩnh, và Sông Lam Nghệ An |
| 3        | Duyên hải Nam Trung Bộ | SHB Đà Nẵng, Topenland Bình Định                         |
| 2        | Đông Nam Bộ            | Becamex Bình Dương, Thành phố Hồ Chí Minh, Sài Gòn       |
| 1        | Tây Nguyên             | Hoàng Anh Gia Lai                                        |

### Nhân sự, nhà tài trợ và áo đấu
Lưu ý: Cờ cho biết đội tuyển quốc gia như đã được xác định theo quy tắc đủ điều kiện FIFA. Cầu thủ có thể có nhiều quốc tịch không thuộc FIFA.
| Đội bóng              | Huấn luyện viên       | Đội trưởng                                                                         | Nhà sản xuất áo đấu | Nhà tài trợ chính (trên áo đấu) |
| --------------------- | --------------------- | ---------------------------------------------------------------------------------- | ------------------- | ------------------------------- |
| Becamex Bình Dương    | Lư Đình Tuấn          | Tô Văn Vũ Nguyễn Tiến Linh Nguyễn Thanh Long                                       | Kamito              | Becamex IDC                     |
| Đông Á Thanh Hóa      | Svetislav Tanasijevic | Lê Văn Thắng Nguyễn Minh Tùng Hoàng Đình Tùng                                      | Jogarbola           | Dong A Group Bamboo Airways     |
| Hà Nội                | Chun Jae-ho           | Nguyễn Văn Quyết Nguyễn Thành Chung Đỗ Hùng Dũng Đỗ Duy Mạnh Nguyễn Văn Công       | Jogarbola           | BaF Meat T&T Group              |
| Hải Phòng             | Chu Đình Nghiêm       | Nguyễn Hải Huy Moses Oloya Rimario Gordon                                          | Jogarbola           | Không                           |
| Hoàng Anh Gia Lai     | Kiatisuk Senamuang    | Lương Xuân Trường Nguyễn Văn Toàn Nguyễn Tuấn Anh Vũ Văn Thanh Nguyễn Công Phượng  | Mizuno              | Red Bull                        |
| Thành phố Hồ Chí Minh | Vũ Tiến Thành         | Sầm Ngọc Đức Ngô Hoàng Thịnh Trần Đình Khương                                      | Kelme               | Viva Land                       |
| Hồng Lĩnh Hà Tĩnh     | Nguyễn Thành Công     | Đinh Thanh Trung Đào Văn Nam Janclesio Almeida Trần Phi Sơn                        | Grand Sport         | Bia Nghệ Tĩnh                   |
| Nam Định              | Vũ Hồng Việt          | Nguyễn Hạ Long Trần Trung Hiếu Đinh Xuân Việt Phạm Mạnh Hùng                       | Kelme               | Xuân Thiện Group                |
| Sài Gòn               | Phùng Thanh Phương    | Cao Văn Triền Phạm Văn Phong Huỳnh Tấn Tài Nicholas Olsen Nguyễn Công Thành        | Kelme               | SCB NovaWorld                   |
| SHB Đà Nẵng           | Phan Thanh Hùng       | Hoàng Minh Tâm Phạm Nguyên Sa Đặng Anh Tuấn                                        | Kamito              | SHB                             |
| Sông Lam Nghệ An      | Nguyễn Huy Hoàng      | Hoàng Văn Khánh Quế Ngọc Hải Phan Văn Đức Phạm Xuân Mạnh                           | Grand Sport         | Gạo A An                        |
| Topenland Bình Định   | Nguyễn Đức Thắng      | Dương Thanh Hào Hồ Tấn Tài Nghiêm Xuân Tú Hendrio Araujo Đỗ Văn Thuận Đặng Văn Lâm | Kamito              | Topenland                       |
| Viettel               | Bae Ji-won            | Bùi Tiến Dũng Trần Nguyên Mạnh Nguyễn Đức Chiến Nguyễn Hoàng Đức                   | Li-Ning             | Viettel Money                   |

### Thay đổi huấn luyện viên
| Đội bóng              | Huấn luyện viên đi | Hình thức | Ngày rời đi         | Vị trí xếp hạng | Huấn luyện viên đến   | Ngày đến             | Ghi chú   |
| --------------------- | ------------------ | --------- | ------------------- | --------------- | --------------------- | -------------------- | --------- |
| Thành phố Hồ Chí Minh | Alexandre Polking  | Sa thải   | Tháng 8 năm 2021    | Trước mùa giải  | Trần Minh Chiến       | 21 tháng 10 năm 2021 |           |
| Hải Phòng             | Phạm Anh Tuấn      | Từ chức   | Tháng 5 năm 2021    | Trước mùa giải  | Chu Đình Nghiêm       | 6 tháng 10 năm 2021  |           |
| Becamex Bình Dương    | Nguyễn Thanh Sơn   | Tạm quyền | Tháng 10 năm 2021   | Trước mùa giải  | Đặng Trần Chỉnh       | 15 tháng 10 năm 2021 |           |
| Hà Nội                | Park Choong-kyun   | Từ chức   | 19 tháng 2 năm 2022 | Trước mùa giải  | Chun Jae-ho           | 19 tháng 2 năm 2022  | Tạm quyền |
| Viettel               | Trương Việt Hoàng  | Từ chức   | 12 tháng 7 năm 2022 | Thứ 7           | Bae Ji-won            | 12 tháng 7 năm 2022  | Tạm quyền |
| Becamex Bình Dương    | Đặng Trần Chỉnh    | Sa thải   | 1 tháng 8 năm 2022  | Thứ 10          | Lư Đình Tuấn          | 1 tháng 8 năm 2022   |           |
| Thành phố Hồ Chí Minh | Trần Minh Chiến    | Từ chức   | 8 tháng 8 năm 2022  | Thứ 12          | Nguyễn Hữu Thắng      | 8 tháng 8 năm 2022   | Tạm quyền |
| Thành phố Hồ Chí Minh | Nguyễn Hữu Thắng   | Tạm quyền | 23 tháng 8 năm 2022 | Thứ 11          | Trương Việt Hoàng     | 23 tháng 8 năm 2022  |           |
| Nam Định              | Nguyễn Văn Sỹ      | Sa thải   | 24 tháng 8 năm 2022 | Thứ 12          | Vũ Hồng Việt          | 24 tháng 8 năm 2022  |           |
| Thành phố Hồ Chí Minh | Trương Việt Hoàng  | Từ chức   | 1 tháng 10 năm 2022 | Thứ 13          | Vũ Tiến Thành         | 3 tháng 10 năm 2022  |           |
| Đông Á Thanh Hóa      | Ljupko Petrović    | Nghỉ việc | 2 tháng 11 năm 2022 | Thứ 5           | Svetislav Tanasijevic | 2 tháng 11 năm 2022  | Tạm quyền |

### Cầu thủ nước ngoài
Tên cầu thủ in đậm cho biết cầu thủ đã đăng ký trong kỳ chuyển nhượng giữa mùa. Do hai câu lạc bộ Hoàng Anh Gia Lai và Viettel tham dự các giải đấu cấp câu lạc bộ châu Á nên mỗi đội được đăng ký thêm một cầu thủ nước ngoài thuộc châu Á.  
| Câu lạc bộ            | Cầu thủ 1           | Cầu thủ 2         | Cầu thủ 3            | Cầu thủ 4 (cầu thủ châu Á, chỉ dành cho đội dự giải AFC) | Cầu thủ 5 (cầu thủ nhập tịch Việt Nam)     | Cầu thủ Việt kiều1                                                  | Cầu thủ cũ                      | Cầu thủ bị loại khỏi danh sách thi đấu |
| --------------------- | ------------------- | ----------------- | -------------------- | -------------------------------------------------------- | ------------------------------------------ | ------------------------------------------------------------------- | ------------------------------- | -------------------------------------- |
| Becamex Bình Dương    | Guy Olivier N'Diaye | Eydison           | Wellington Adão      |                                                          | Huỳnh Kesley Alves                         |                                                                     | Abdoul Abass Guiro Dawda Ceesay |                                        |
| Đông Á Thanh Hóa      | Gustavo Santos      | Zé Paulo          | Gustavo Santos Costa |                                                          |                                            | Igor Jelic Victor Kamhuka Paulo Henrique                            |                                 |                                        |
| Hà Nội                | Lucão do Break      | Vladimir Siladji  | Tonci Mujan          |                                                          |                                            | Josip Ivancic                                                       | Djuro Zec                       |                                        |
| Hải Phòng             | Joseph Mpande       | Rimario Gordon    | Moses Oloya          |                                                          | Martin Lò                                  |                                                                     |                                 |                                        |
| Hoàng Anh Gia Lai     | Washington Brandão  | Mauricio Teixeira | Bruno Henrique       | Ahn Sae-hee                                              |                                            | Tiêu Exal                                                           | Kim Dongsu Jefferson Baiano     |                                        |
| Hồng Lĩnh Hà Tĩnh     | Janclesio Almeida   | Paollo Madeira    | Dionatan Machado     |                                                          |                                            |                                                                     | Mohammed Abdul Basit            | Zakaria Suraka                         |
| Nam Định              | Victor Mansaray     | Alisson Pereira   | Rodrigo Dias         | Kizito Trung Hiếu                                        | Đặng Thanh Hoàng                           | Márcio de Oliveira Marques Yevhen Bokhashvili Andre Diego Fagan     |                                 |                                        |
| Sài Gòn               | Matheus Vieira      | Nicholas Olsen    | Rodrigue Nanitelamio | Đỗ Merlo                                                 |                                            | Alex Flavio Santos Gustavo Santos Costa Ahn Byung-keon André Vieira |                                 |                                        |
| SHB Đà Nẵng           | Walisson            | Claudir Marini    | Erick Palma          |                                                          |                                            | Ivan Maric Aboubakar Koné Christian Osaguona Damir Memović          |                                 |                                        |
| Sông Lam Nghệ An      | Michael Olaha       | Mario Arqués      | Ganiyu Oseni         | Trường An                                                |                                            | Mohammed Abdul Basit                                                | Mark O'Ojong                    |                                        |
| Thành phố Hồ Chí Minh | Brendon Lucas       | Daniel Green      | Atapharoy Bygrave    | Hoàng Vũ Samson                                          | Lee Nguyễn                                 | Maurício Cordeiro Bruno Cosendey                                    |                                 |                                        |
| Topenland Bình Định   | Rafaelson           | Hendrio Araujo    | Jermie Lynch         |                                                          | Mạc Hồng Quân Adriano Schmidt Đặng Văn Lâm |                                                                     |                                 |                                        |
| Viettel               | Pedro Paulo         | Caíque            | Geovane Magno        | Jahongir Abdumominov                                     |                                            |                                                                     |                                 |                                        |

^1  Cầu thủ Việt kiều được tính là nội binh.

## Đội hình
Mỗi câu lạc bộ được đăng ký từ 20 đến 35 cầu thủ, trong đó tối thiểu 3 thủ môn, tối đa 3 cầu thủ nước ngoài và 1 cầu thủ nhập tịch. Riêng hai câu lạc bộ tham dự các giải đấu cấp câu lạc bộ châu Á là Hoàng Anh Gia Lai và Viettel được đăng ký thêm một cầu thủ châu Á nước ngoài. Trước mỗi trận đấu, các câu lạc bộ phải đăng ký 20 cầu thủ, trong đó tối thiểu có 1 thủ môn dự bị.

## Bốc thăm
Lễ bốc thăm xếp lịch thi đấu của Giải bóng đá Vô địch Quốc gia 2022 diễn ra vào lúc 15:00 ngày 7 tháng 1 năm 2022.

### Thứ tự bốc thăm
Gồm 3 lượt:
- Lượt 1: Câu lạc bộ Viettel sẽ được bốc thăm ngẫu nhiên vào mã số 1 hoặc 13 để thi đấu vòng 1. Hà Nội sẽ mang mã số 2 nếu Viettel được bốc vào mã số 1 và sẽ mang mã số 12 nếu Viettel được bốc vào mã số 13.
- Lượt 2: Hai đội bóng Thành phố Hồ Chí Minh và Sài Gòn sẽ được bốc thăm vào cặp mã số đối còn lại là 1 và 2 hoặc 12 và 13 tùy theo kết quả của lượt bốc thăm thứ nhất (ví dụ, nếu Viettel và Hà Nội mang mã số 1 và 2 thì Thành phố Hồ Chí Minh và Sài Gòn sẽ được bốc thăm vào mã số 12 hoặc 13 và ngược lại).
- Lượt 3: Chín câu lạc bộ còn lại được bốc thăm ngẫu nhiên vào các mã số còn trống.

Sau khi câu lạc bộ cuối cùng có được mã số, lịch thi đấu sẽ được dựa vào đó để tổ chức giải bóng đá vô địch quốc gia 2022.

### Mã số thi đấu các đội
| Mã số | Đội                   |
| ----- | --------------------- |
| 01    | Sài Gòn               |
| 02    | Thành phố Hồ Chí Minh |
| 03    | SHB Đà Nẵng           |
| 04    | Hoàng Anh Gia Lai     |
| 05    | Topenland Bình Định   |
| 06    | Đông Á Thanh Hóa      |

| Mã số | Đội                |
| ----- | ------------------ |
| 07    | Becamex Bình Dương |
| 08    | Sông Lam Nghệ An   |
| 09    | Hải Phòng          |
| 10    | Nam Định           |
| 11    | Hồng Lĩnh Hà Tĩnh  |
| 12    | Hà Nội             |
| 13    | Viettel            |

## Phát sóng
Toàn bộ các trận đấu của V.League 1 2022 đều được trực tiếp trên các kênh truyền hình và nền tảng sau:

### Truyền hình
- VTV: VTV6 (đến vòng 18), VTV2 (phần còn lại của mùa giải), VTV5, VTV5 Tây Nguyên, VTV5 Tây Nam Bộ.
- VTVCab: ON Football, ON Sports, ON Sports News, ON Sports+, Info TV.[7]
- Tiếp sóng trên một số kênh truyền hình địa phương.

### Nền tảng trực tuyến
- Ứng dụng: VTV Go, VTVcab ON, On Sports TV, Onme, TV360 và Vina Sports.
- Kênh YouTube Next Sports, Facebook Next Sports.

## Khai mạc
Lễ khai mạc chính thức của giải đấu diễn ra lúc 17:45 ngày 26 tháng 2 năm 2022 tại sân vận động Thiên Trường thuộc thành phố Nam Định, tỉnh Nam Định, với trận đấu khai mạc diễn ra lúc 18:00 giữa Nam Định và Hoàng Anh Gia Lai.

## Bảng xếp hạng
| VT | Đội                   | ST | T  | H  | B  | BT | BB | HS  | Đ  | Giành quyền tham dự hoặc xuống hạng            |
| -- | --------------------- | -- | -- | -- | -- | -- | -- | --- | -- | ---------------------------------------------- |
| 1  | Hà Nội (C)            | 24 | 15 | 6  | 3  | 47 | 21 | +26 | 51 | Lọt vào vòng bảng AFC Champions League 2023–24 |
| 2  | Hải Phòng             | 24 | 14 | 6  | 4  | 39 | 26 | +13 | 48 | Lọt vào vòng loại AFC Champions League 2023–24 |
| 3  | Topenland Bình Định   | 24 | 14 | 5  | 5  | 37 | 22 | +15 | 47 |                                                |
| 4  | Viettel               | 24 | 11 | 6  | 7  | 29 | 14 | +15 | 39 |                                                |
| 5  | Sông Lam Nghệ An      | 24 | 9  | 6  | 9  | 29 | 28 | +1  | 33 |                                                |
| 6  | Hoàng Anh Gia Lai     | 24 | 7  | 11 | 6  | 26 | 24 | +2  | 32 | Có thể lọt vào vòng bảng AFC Cup 2023–24       |
| 7  | Becamex Bình Dương    | 24 | 7  | 7  | 10 | 32 | 41 | −9  | 28 |                                                |
| 8  | Đông Á Thanh Hóa      | 24 | 8  | 4  | 12 | 27 | 27 | 0   | 28 |                                                |
| 9  | Thành phố Hồ Chí Minh | 24 | 6  | 7  | 11 | 23 | 34 | −11 | 25 |                                                |
| 10 | SHB Đà Nẵng           | 24 | 6  | 7  | 11 | 18 | 35 | −17 | 25 |                                                |
| 11 | Hồng Lĩnh Hà Tĩnh     | 24 | 5  | 9  | 10 | 26 | 33 | −7  | 24 |                                                |
| 12 | Nam Định              | 24 | 6  | 5  | 13 | 21 | 33 | −12 | 23 |                                                |
| 13 | Sài Gòn (R)           | 24 | 5  | 7  | 12 | 26 | 42 | −16 | 22 | Xuống hạng V.League 2 2023                     |

1. 1 2  Do Hà Nội đồng thời vô địch V.League và Cúp Quốc gia, đội á quân Hải Phòng sẽ tham dự AFC Champions League từ vòng loại. Nếu Hải Phòng vượt qua vòng loại, Hoàng Anh Gia Lai sẽ tham dự vòng bảng AFC Cup; ngược lại Hải Phòng sẽ xuống thi đấu tại AFC Cup và Hoàng Anh Gia Lai không được thi đấu quốc tế.
2. 1 2  Điểm đối đầu: Becamex Bình Dương: 6, Đông Á Thanh Hoá: 0.
3. 1 2  Điểm đối đầu: Thành phố Hồ Chí Minh: 4, SHB Đà Nẵng: 1.

## Lịch thi đấu và kết quả

### Lịch thi đấu

##### Vòng 1
| 25 tháng 2 năm 2022 | Becamex Bình Dương       | 0–1                     | Sông Lam Nghệ An                                                                                              | Thủ Dầu Một, Bình Dương                                               |  |
| 17:00               | - Võ Hoàng Minh Khoa 28' | Chi tiết ON Sports News | - Mohammed Abdul Basit 21' 56' - Thái Bá Sang 47' - Quế Ngọc Hải 70' - Mark O'Ojong 90' - Bùi Đình Châu 90+2' | Sân vận động: Gò Đậu Lượng khán giả: 6.000 Trọng tài: Trần Đình Thịnh |  |

| 25 tháng 2 năm 2022 | Topenland Bình Định                         | 0–2                              | Viettel | Quy Nhơn, Bình Định                                                       |  |
| 18:00 | - Nguyễn Xuân Nam 61' - Nguyễn Tiến Duy 70' | Chi tiết VTV6, VTV5, ON Football | - Bùi Tiến Dũng 33' 70' - Geovane Magno 54' 90+3' - Bùi Duy Thường 68' - Hồ Khắc Ngọc 83' - Trương Tiến Anh 90+1' | Sân vận động: Quy Nhơn Lượng khán giả: 11.000 Trọng tài: Nguyễn Viết Duẩn |  |
| Ghi chú: Topenland Bình Định được chỉ đạo bởi trợ lý Bùi Đoàn Quang Huy, do HLV Nguyễn Đức Thắng có kết quả dương tính vói COVID-19. |                                             |                                  | |                                                                           |  |

| 25 tháng 2 năm 2022 | Hồng Lĩnh Hà Tĩnh      | 0–1                | Hải Phòng                                                                  | Thành phố Hà Tĩnh, Hà Tĩnh                                              |  |
| 18:00               | - Nguyễn Trung Học 64' | Chi tiết On Sports | - Châu Ngọc Quang 40' - Rimario Allando Gordon 90' - Phạm Trung Hiếu 90+3' | Sân vận động: Hà Tĩnh Lượng khán giả: 1.000 Trọng tài: Nguyễn Đình Thái |  |

| 26 tháng 2 năm 2022 | Nam Định                  | 0–0                                   | Hoàng Anh Gia Lai               | Thành phố Nam Định, Nam Định                                               |  |
| 18:00               | - Kizito Trung Hiếu 90+3' | Chi tiết VTV5, VTV5TN, On Sports News | - Mauricio Barbosa Teixeira 21' | Sân vận động: Thiên Trường Lượng khán giả: 10.000 Trọng tài: Hoàng Ngọc Hà |  |

| 26 tháng 2 năm 2022 | Sài Gòn                                       | 2–2                  | SHB Đà Nẵng                                                              | Quận 10, Thành phố Hồ Chí Minh                                         |  |
| 19:15               | - André Vieira 75' (ph.đ.) - Đỗ Merlo 87' 90' | Chi tiết On Football | - Christian Osaguona 21', 46' - Hoàng Minh Tâm 28' - Phan Văn Long 90+4' | Sân vận động: Thống Nhất Lượng khán giả: 3.000 Trọng tài: Vũ Nguyên Vũ |  |

| 16 tháng 3 năm 2022 | Hà Nội                                                              | 1–0                  | Đông Á Thanh Hóa      | Đống Đa, Hà Nội                                                         |  |
| 19:15 | - Nguyễn Văn Quyết 44' - Nguyễn Quang Hải 82' - Josip Ivančić 90+2' | Chi tiết On Football | - Trần Bửu Ngọc 90+2' | Sân vận động: Hàng Đẫy Lượng khán giả: 4.000 Trọng tài: Nguyễn Mạnh Hải |  |
| Ghi chú: Trận đấu dự kiến diễn ra vào ngày 25 tháng 2 năm 2022, nhưng đã bị dời lại sau khi Đông Á Thanh Hóa thông báo có 18 cầu thủ của đội này dương tính với COVID-19, bao gồm 3 thủ môn có tên trong danh sách đăng ký tham dự và được đá bù vào ngày 16 tháng 3 năm 2022. |                                                                     |                      |                       |                                                                         |  |

##### Vòng 2
| 01 tháng 3 năm 2022 | Sông Lam Nghệ An                                               | 1–2                  | Topenland Bình Định                                           | Thành phố Vinh, Nghệ An                                              |  |
| 17:00               | - Hoàng Văn Khánh 9' - Quế Ngọc Hải 12' - Nguyễn Xuân Bình 75' | Chi tiết On Football | - Rafaelson 27' - Đặng Văn Trâm 60' - Jermie Dwayne Lynch 73' | Sân vận động: Vinh Lượng khán giả: 4.000 Trọng tài: Nguyễn Ngọc Châu |  |

| 01 tháng 3 năm 2022 | Đông Á Thanh Hóa    | 0–1                     | Becamex Bình Dương                                                                  | Thành phố Thanh Hóa, Thanh Hóa                                               |  |
| 17:00               | - Đàm Tiến Dũng 74' | Chi tiết On Sports News | - Nguyễn Tiến Linh 11' - Nguyễn Thanh Long 59' - Nguyễn Sơn Hải 80' - Tô Văn Vũ 87' | Sân vận động: Thanh Hóa Lượng khán giả: 3.500 Trọng tài: Trần Trung Kiên (B) |  |

| 02 tháng 3 năm 2022 | SHB Đà Nẵng         | 0–0                | Thành phố Hồ Chí Minh                                          | Quận Cẩm Lệ, Đà Nẵng                                                     |  |
| 17:00               | - Đặng Anh Tuấn 44' | Chi tiết On Sports | - Ngô Hoàng Thịnh 37' - Ngô Tùng Quốc 51' - Dương Văn Khoa 56' | Sân vận động: Hòa Xuân Lượng khán giả: 5.000 Trọng tài: Hoàng Thanh Bình |  |

| 02 tháng 3 năm 2022 | Hoàng Anh Gia Lai                                                    | 0–0                     | Hồng Lĩnh Hà Tĩnh                                                                               | Pleiku, Gia Lai                                                  |  |
| 17:00               | - Nguyễn Phong Hồng Duy 21' - Nguyễn Văn Toàn 47' - Vũ Văn Thanh 75' | Chi tiết On Sports News | - Nguyễn Văn Hạnh 38' - Nguyễn Văn Hiệp 62' - Janclesio Almeida Santos 71' - Zakaria Suraka 77' | Sân vận động: Pleiku Lượng khán giả: 0 Trọng tài: Trương Hồng Vũ |  |

| 02 tháng 3 năm 2022 | Hải Phòng                                                        | 2–1                              | Nam Định | Quận Ngô Quyền, Hải Phòng                                                 |  |
| 18:00               | - Triệu Việt Hưng 4' - Hoàng Thái Bình 83' - Joseph Mpande 90+5' | Chi tiết VTV6, VTV5, On Football | - Alisson Pereira Santana 3' - Nguyễn Đình Mạnh 38' - Đinh Viết Tú 46' - Márcio de Oliveira Marques 85' (ph.đ.) - Trần Mạnh Hùng 90' | Sân vận động: Lạch Tray Lượng khán giả: 10.000 Trọng tài: Trần Đình Thịnh |  |

| 04 tháng 4 năm 2022 | Viettel | 0–1                                           | Hà Nội                                                                   | Đống Đa, Hà Nội                                                       |  |
| 19:10 |         | Chi tiết VTV6, VTV5, On Football, Next Sports | - Lê Văn Xuân 39' - Trương Văn Thái Quý 54' 61' - Phạm Thành Lương 90+3' | Sân vận động: Hàng Đẫy Lượng khán giả: 5.000 Trọng tài: Hoàng Ngọc Hà |  |
| Ghi chú: Trận đấu dự kiến diễn ra vào ngày 1 tháng 3 năm 2022, nhưng đã bị dời lại sau khi Hà Nội thông báo có 11 cầu thủ của đội này dương tính với COVID-19, bao gồm cả 4 thủ môn có tên trong danh sách đăng ký tham dự và được đá bù vào ngày 4 tháng 4 năm 2022. |         |                                               |                                                                          |                                                                       |  |

##### Vòng 3
| 05 tháng 3 năm 2022 | Viettel | 2–0                                              | Sài Gòn                                                              | Đống Đa, Hà Nội                                                          |  |
| 19:15 | - Bùi Tiến Dũng 11' - Trương Văn Thiết 22' - Jahongir Abdumominov 29' - Pedro Paulo 68' (ph.đ.) - Geovane Magno 89' | Chi tiết VTV6, VTV5, On Sports News, Next Sports | - Nguyễn Nam Anh 32' - Trần Mạnh Cường 36' - Huỳnh Tấn Tài 45+1' 67' | Sân vận động: Hàng Đẫy Lượng khán giả: 3.000 Trọng tài: Nguyễn Viết Duẩn |  |
| Ghi chú: Viettel được chỉ đạo bởi trợ lý Bae Ji-won, do HLV Trương Việt Hoàng có kết quả xét nghiệm dương tính với COVID-19. | |                                                  |                                                                      |                                                                          |  |

| 06 tháng 3 năm 2022 | Sông Lam Nghệ An                                                | 2–0                                                   | Hoàng Anh Gia Lai                        | Thành phố Vinh, Nghệ An                                         |  |
| 17:00 | - Phạm Xuân Mạnh 45+1' - Nguyễn Văn Bách 55' - Phan Văn Đức 67' | Chi tiết VTV6, VTV5, VTV5TN, On Football, Next Sports | - Nguyễn Đức Việt 87' - Kim Dongsu 90+3' | Sân vận động: Vinh Lượng khán giả: 4.000 Trọng tài: Ngô Duy Lân |  |
| Ghi chú: Hoàng Anh Gia Lai đươc chỉ đạo bởi trợ lý Dương Minh Ninh, do HLV Kiatisak Senamuang có kết quả xét nghiệm dương tính với COVID-19. |                                                                 |                                                       |                                          |                                                                 |  |

| 06 tháng 3 năm 2022 | SHB Đà Nẵng                      | 1–1                | Hồng Lĩnh Hà Tĩnh                                                    | Quận Cẩm Lệ, Đà Nẵng                                                  |  |
| 17:00               | - Đặng Anh Tuấn 5' - Lâm Quí 81' | Chi tiết On Sports | - Paollo Madeira 56' - Mohammed Abdul Basit 60' - Nguyễn Văn Đức 78' | Sân vận động: Hòa Xuân Lượng khán giả: 5.000 Trọng tài: Trần Ngọc Nhớ |  |

| 06 tháng 3 năm 2022 | Hải Phòng                        | 1–1                     | Đông Á Thanh Hóa                                            | Quận Ngô Quyền, Hải Phòng                                               |  |
| 18:00               | - Rimario Allando Gordon 48' 70' | Chi tiết On Sports News | - Lê Văn Thắng 15' - Doãn Ngọc Tân 26' - Victor Kamhuka 72' | Sân vận động: Lạch Tray Lượng khán giả: 17.500 Trọng tài: Hoàng Ngọc Hà |  |

| 06 tháng 3 năm 2022 | Thành phố Hồ Chí Minh                    | 1–1                  | Becamex Bình Dương                   | Quận 10, Thành phố Hồ Chí Minh                                         |  |
| 19:15               | - Võ Huy Toàn 61' - Trần Đình Khương 90' | Chi tiết On Football | - Hồ Sỹ Giáp 31' 39' - Tô Văn Vũ 76' | Sân vận động: Thống Nhất Lượng khán giả: 5.000 Trọng tài: Vũ Nguyên Vũ |  |

| 26 tháng 6 năm 2022 | Nam Định                                                                         | 1–1                                | Hà Nội                                   | Thành phố Nam Định, Nam Định                                                 |  |
| 18:00 | - Trần Mạnh Hùng 29' - Phạm Mạnh Hùng 45+1' - Márcio de Oliveira Marques 78' 79' | Chi tiết On Football, On Sports TV | - Đặng Văn Tới 35' - Vladimir Silađi 68' | Sân vận động: Thiên Trường Lượng khán giả: 19.000 Trọng tài: Nguyễn Mạnh Hải |  |
| Ghi chú: Trận đấu dự kiến diễn ra vào ngày 6 tháng 3 năm 2022, nhưng đã bị dời lại sau khi Hà Nội thông báo có 11 cầu thủ của đội này dương tính với COVID-19 lần 2, bao gồm cả 4 thủ môn có tên trong danh sách đăng ký tham dự và được đá bù vào ngày 26 tháng 6 năm 2022. |                                                                                  |                                    |                                          |                                                                              |  |

##### Vòng 4
| 11 tháng 3 năm 2022 | Hoàng Anh Gia Lai                                       | 2–2                                                   | Viettel | Pleiku, Gia Lai                                                   |  |
| 17:00 | - Nguyễn Công Phượng 4', 26' (ph.đ.) - Vũ Văn Thanh 42' | Chi tiết VTV6, VTV5, VTV5TN, On Football, Next Sports | - Geovane Magno 9' - Jahongir Abdumominov 17' - Hồ Khắc Ngọc 19' - Nguyễn Đức Chiến 25' - Nguyễn Đức Hoàng Minh 82' | Sân vận động: Pleiku Lượng khán giả: 0 Trọng tài: Nguyễn Mạnh Hải |  |
| Ghi chú: Viettel được chỉ đạo bởi trợ lý Bae Ji-won, do HLV Trương Việt Hoàng có kết quả xét nghiệm dương tính với COVID-19 lần 2. |                                                         |                                                       | |                                                                   |  |

| 12 tháng 3 năm 2022 | Đông Á Thanh Hóa                                                        | 3–0                                           | SHB Đà Nẵng | Thành phố Thanh Hóa, Thanh Hóa                                            |  |
| 17:00               | - Trịnh Văn Lợi 15' - Lê Văn Thắng 17' 82' - Paulo Henrique 25' (ph.đ.) | Chi tiết VTV6, VTV5, On Football, Next Sports |             | Sân vận động: Thanh Hóa Lượng khán giả: 4.000 Trọng tài: Nguyễn Ngọc Châu |  |

| 12 tháng 3 năm 2022 | Hà Nội                                        | 0–0                  | Thành phố Hồ Chí Minh                                           | Đống Đa, Hà Nội                                                     |  |
| 19:10               | - Trương Văn Thái Quý 23' - Trần Văn Kiên 57' | Chi tiết On Football | - Hoàng Vũ Samson 2' - Maurício Cordeiro 65' - Võ Ngọc Tỉnh 82' | Sân vận động: Hàng Đẫy Lượng khán giả: 5.000 Trọng tài: Ngô Duy Lân |  |

| 13 tháng 3 năm 2022 | Becamex Bình Dương | 2–2                  | Hải Phòng | Thủ Dầu Một, Bình Dương                                             |  |
| 17:00               | - Nguyễn Trần Việt Cường 4' - Bùi Vĩ Hào 53' - Nguyễn Tiến Linh 81' (ph.đ.) - Trần Hoàng Phương 90' - Guy Olivier N'Diaye 90+4' | Chi tiết On Football | - Rimario Allando Gordon 1' - Hoàng Thái Bình 33' - Nguyễn Hải Huy 71' - CBKT Đặng Văn Thành 85' - Vũ Ngọc Thịnh 61' 86' | Sân vận động: Gò Đậu Lượng khán giả: 6.000 Trọng tài: Mai Xuân Hùng |  |

| 13 tháng 3 năm 2022 | Hồng Lĩnh Hà Tĩnh                                                                                               | 1–3                | Topenland Bình Định                                                                                   | Thành phố Hà Tĩnh, Hà Tĩnh                                              |  |
| 18:00               | - Nguyễn Văn Hạnh 24' - Đào Nhật Minh 26' - Paollo Madeira 50' - Janclesio Almeida Santos 70' - Trần Phi Hà 89' | Chi tiết On Sports | - Rafaelson 20' - Hendrio Araujo 31' - Lý Công Hoàng Anh 39' - Jermie Lynch 70' - Nguyễn Tiến Duy 89' | Sân vận động: Hà Tĩnh Lượng khán giả: 2.000 Trọng tài: Hoàng Thanh Bình |  |

| 13 tháng 3 năm 2022 | Sài Gòn                             | 1–1                  | Sông Lam Nghệ An                                            | Quận 10, Thành phố Hồ Chí Minh                                         |  |
| 19:15               | - Đỗ Merlo 58' - Nguyễn Văn Đạt 89' | Chi tiết On Football | - Ganiyu Oseni 45' - Mark O'Ojong 74' - Trần Đình Hoàng 83' | Sân vận động: Thống Nhất Lượng khán giả: 6.000 Trọng tài: Vũ Nguyên Vũ |  |

##### Vòng 5
| 02 tháng 7 năm 2022 | Topenland Bình Định                                                                              | 1–1                                                   | Hoàng Anh Gia Lai        | Quy Nhơn, Bình Định                                                     |  |
| 18:00               | - Phạm Văn Thành 19' - Hồ Tấn Tài 40' - Vũ Tuyên Quang 40' - Rafaelson 72' - Nguyễn Xuân Nam 90' | Chi tiết VTV6, VTV5, VTV5TN, On Football, Next Sports | - Washington Brandão 86' | Sân vận động: Quy Nhơn Lượng khán giả: 16.000 Trọng tài: Trương Hồng Vũ |  |

| 02 tháng 7 năm 2022 | Hải Phòng                                                                        | 3–1                | Sài Gòn            | Quận Ngô Quyền, Hải Phòng                                                 |  |
| 18:00               | - Triệu Việt Hưng 40' - Nguyễn Quốc Long 42' (l.n.) - Rimario Allando Gordon 61' | Chi tiết On Sports | - André Vieira 86' | Sân vận động: Lạch Tray Lượng khán giả: 4.000 Trọng tài: Nguyễn Đình Thái |  |

| 02 tháng 7 năm 2022 | Thành phố Hồ Chí Minh                                                                                       | 1–0                     | Đông Á Thanh Hóa                                | Quận 10, Thành phố Hồ Chí Minh                                         |  |
| 19:15               | - Dương Văn Khoa 31' - Hoàng Vũ Samson 72' - Võ Ngọc Tỉnh 76' - Mauricio Cordeiro 82' - Ngô Hoàng Thịnh 83' | Chi tiết On Sports News | - Đinh Tiến Thành 13' - HLV Ljupko Petrović 69' | Sân vận động: Thống Nhất Lượng khán giả: 4.000 Trọng tài: Vũ Nguyên Vũ |  |

| 03 tháng 7 năm 2022 | SHB Đà Nẵng                                                                        | 2–1                  | Hà Nội                 | Quận Cẩm Lệ, Đà Nẵng                                                     |  |
| 17:00               | - Phạm Đình Duy 6' - Đặng Anh Tuấn 16' - Phan Văn Long 42' - Nguyễn Thanh Bình 56' | Chi tiết On Football | - Nguyễn Văn Quyết 58' | Sân vận động: Hòa Xuân Lượng khán giả: 5.000 Trọng tài: Nguyễn Viết Duẫn |  |

| 03 tháng 7 năm 2022 | Nam Định                                     | 0–1                     | Becamex Bình Dương                   | Thành phố Nam Định, Nam Định                                               |  |
| 18:00               | - Đoàn Thanh Trường 58' - Phạm Mạnh Hùng 74' | Chi tiết On Sports News | - Trần Duy Khánh 22' - Tô Văn Vũ 79' | Sân vận động: Thiên Trường Lượng khán giả: 10.000 Trọng tài: Hoàng Ngọc Hà |  |

| 04 tháng 7 năm 2022 | Viettel                                          | 0–1                                           | Hồng Lĩnh Hà Tĩnh                                                         | Đống Đa, Hà Nội                                                         |  |
| 19:15               | - Nguyễn Xuân Kiên 56' - Cao Trần Hoàng Hùng 58' | Chi tiết VTV6, VTV5, On Football, Next Sports | - Nguyễn Xuân Hùng 38' - Đào Văn Nam 45+1' - Janclesio Almeida Santos 90' | Sân vận động: Hàng Đẫy Lượng khán giả: 2.000 Trọng tài: Nguyễn Mạnh Hải |  |

##### Vòng 6
| 08 tháng 7 năm 2022 | Sông Lam Nghệ An                                                                                       | 2–0                                           | Thành phố Hồ Chí Minh                      | Thành phố Vinh, Nghệ An                                                   |  |
| 18:00               | - Michael Olaha 19' - Trần Đình Hoàng 37' - Mai Sỹ Hoàng 44' - Thái Bá Sang 55' - Nguyễn Xuân Tiến 64' | Chi tiết VTV6, VTV5, On Football, Next Sports | - Nguyễn Trọng Long 10' - Chu Văn Kiên 57' | Sân vận động: Vinh Lượng khán giả: 7.000 Trọng tài: Nguyễn Trung Kiên (B) |  |

| 09 tháng 7 năm 2022 | Đông Á Thanh Hóa                                                              | 1–1              | Nam Định                                                                                           | Thành phố Thanh Hóa, Thanh Hóa                                        |  |
| 18:00               | - Trịnh Văn Lợi 45+1' - Victor Kamhuka 46' - Zé Paulo 64' - Đàm Tiến Dũng 77' | Chi tiết Info TV | - Rodrigo da Silva Dias 51' (ph.đ.) - Hoàng Xuân Tân 54' - Nguyễn Hạ Long 70' - Phạm Mạnh Hùng 71' | Sân vận động: Thanh Hóa Lượng khán giả: 6.000 Trọng tài: Trần Văn Lập |  |

| 09 tháng 7 năm 2022 | Hồng Lĩnh Hà Tĩnh                                                      | 3–1                 | Becamex Bình Dương                                           | Thành phố Hà Tĩnh, Hà Tĩnh                                              |  |
| 18:00               | - Nguyễn Xuân Hùng 12' - Giang Trần Quách Tân 33' - Nguyễn Văn Đức 60' | Chi tiết On Sports+ | - Trần Đức Cường 11' - Trần Hoàng Bảo 41' - Hồ Sỹ Giáp 90+3' | Sân vận động: Hà Tĩnh Lượng khán giả: 5.000 Trọng tài: Hoàng Thanh Bình |  |

| 09 tháng 7 năm 2022 | Sài Gòn                                            | 1–1                  | Topenland Bình Định                                         | Quận 10, Thành phố Hồ Chí Minh                                             |  |
| 19:15               | - Nguyễn Công Thành 22' - Gustavo Santos Costa 40' | Chi tiết On Football | - Nguyễn Xuân Nam 10' - Dương Thanh Hào 23' - Rafaelson 75' | Sân vận động: Thống Nhất Lượng khán giả: 4.500 Trọng tài: Nguyễn Ngọc Châu |  |

| 10 tháng 7 năm 2022 | Hoàng Anh Gia Lai       | 1–0                  | SHB Đà Nẵng         | Pleiku, Gia Lai                                                     |  |
| 17:00               | - Nguyễn Công Phượng 2' | Chi tiết On Football | - Lâm Anh Quang 22' | Sân vận động: Pleiku Lượng khán giả: 8.000 Trọng tài: Hoàng Ngọc Hà |  |

| 10 tháng 7 năm 2022 | Hà Nội                                                                                     | 2–1                                           | Hải Phòng                                                                  | Đống Đa, Hà Nội                                                      |  |
| 19:15               | - Vladimir Silađi 30' 59' - Lê Xuân Tú 64' - Bùi Tấn Trường 89' - Bùi Hoàng Việt Anh 90+6' | Chi tiết VTV6, VTV5, On Football, Next Sports | - Rimario Allando Gordon 55' 90+6' - Dụng Quang Nho 58' - Lê Mạnh Dũng 68' | Sân vận động: Hàng Đẫy Lượng khán giả: 12.500 Trọng tài: Ngô Duy Lân |  |

##### Vòng 7
| 15 tháng 7 năm 2022 | Becamex Bình Dương                            | 2–2                     | SHB Đà Nẵng                                                                         | Thủ Dầu Một, Bình Dương                                          |  |
| 17:00               | - Nguyễn Tiến Linh 37' - Nguyễn Trung Tín 76' | Chi tiết On Sports News | - Nguyễn Phi Hoàng 21' - Phạm Nguyên Sa 26' (ph.đ.), 64' (ph.đ.) - Phạm Văn Hữu 88' | Sân vận động: Gò Đậu Lượng khán giả: 3.000 Trọng tài: Lê Vũ Linh |  |

| 15 tháng 7 năm 2022 | Topenland Bình Định                                                     | 2–1                  | Nam Định                                                            | Quy Nhơn, Bình Định                                                       |  |
| 18:00               | - Hendrio Araujo Dasilva 64' - Hồ Tấn Tài 70' - Lý Công Hoàng Anh 90+2' | Chi tiết On Football | - Hoàng Xuân Tân 29' - Đinh Viết Tú 74' 80' - Kizito Trung Hiếu 85' | Sân vận động: Quy Nhơn Lượng khán giả: 10.000 Trọng tài: Nguyễn Đình Thái |  |

| 15 tháng 7 năm 2022 | Sông Lam Nghệ An                                                   | 1–0                        | Hồng Lĩnh Hà Tĩnh                                 | Thành phố Vinh, Nghệ An                                              |  |
| 18:00               | - Hoàng Văn Khánh 13' - Ganiyu Bolayi Oseni 16' - Thái Bá Sang 19' | Chi tiết VTV5, Next Sports | - Nguyễn Xuân Hùng 61' - Mohammed Abdul Basit 84' | Sân vận động: Vinh Lượng khán giả: 10.000 Trọng tài: Nguyễn Mạnh Hải |  |

| 15 tháng 7 năm 2022 | Hải Phòng                                                 | 1–2                        | Viettel | Quận Ngô Quyền, Hải Phòng                                             |  |
| 18:00               | - Rimario Allando Gordon 77' (ph.đ.) - Nguyễn Hải Huy 81' | Chi tiết VTV6, Next Sports | - Nhâm Mạnh Dũng 64' 90+3' - Cao Trần Hoàng Hùng 76' - Jahongir Abdumominov 85' - Nguyễn Đức Hoàng Minh 90+5' | Sân vận động: Lạch Tray Lượng khán giả: 6.000 Trọng tài: Vũ Nguyên Vũ |  |

| 16 tháng 7 năm 2022 | Đông Á Thanh Hóa                                                                   | 4–0                     | Sài Gòn                                | Thành phố Thanh Hóa, Thanh Hóa                                          |  |
| 18:00               | - Paulo Henrique 22' - Zé Paulo 52', 68' - Hoàng Đình Tùng 56' - Trịnh Văn Lợi 72' | Chi tiết On Sports News | - Huỳnh Tấn Tài 28' - André Vieira 30' | Sân vận động: Thanh Hóa Lượng khán giả: 4.000 Trọng tài: Trương Hồng Vũ |  |

| 16 tháng 7 năm 2022 | Thành phố Hồ Chí Minh                    | 0–2                  | Hoàng Anh Gia Lai                                                                                         | Quận 10, Thành phố Hồ Chí Minh                                        |  |
| 19:15               | - Ngô Tùng Quốc 18' - Dương Văn Khoa 73' | Chi tiết On Football | - Washington Brandão 29' - Vũ Văn Thanh 39' (ph.đ.) - Barbosa Teixeira Mauricio 62' - Nguyễn Hữu Tuấn 79' | Sân vận động: Thống Nhất Lượng khán giả: 7.000 Trọng tài: Ngô Duy Lân |  |

##### Vòng 8
| 19 tháng 7 năm 2022 | SHB Đà Nẵng                                                          | 3–1                     | Sông Lam Nghệ An          | Quận Cẩm Lệ, Đà Nẵng                                                     |  |
| 17:00               | - Võ Ngọc Toàn 44' - Nguyễn Phi Hoàng 54', 71' - Phạm Đình Duy 90+5' | Chi tiết On Sports News | - Ganiyu Bolayi Oseni 77' | Sân vận động: Hòa Xuân Lượng khán giả: 4.800 Trọng tài: Nguyễn Viết Duẩn |  |

| 19 tháng 7 năm 2022 | Nam Định                                                              | 1–0                                          | Viettel | Thành phố Nam Định, Nam Định                                                 |  |
| 18:00               | - Hoàng Xuân Tân 22' - Nguyễn Thanh Bình 70' (l.n.) - Hồ Văn Tú 90+2' | Chi tiết VTV6, VTV5, On Sports+, Next Sports |         | Sân vận động: Thiên Trường Lượng khán giả: 11.000 Trọng tài: Nguyễn Mạnh Hải |  |

| 19 tháng 7 năm 2022 | Hải Phòng                                                                          | 3–1                  | Topenland Bình Định | Quận Ngô Quyền, Hải Phòng                                              |  |
| 18:00               | - Rimario Allando Gordon 19', 83' 90+2' - Nguyễn Hải Huy 36' - Phạm Trung Hiếu 44' | Chi tiết On Football | - Hồ Tấn Tài 52'    | Sân vận động: Lạch Tray Lượng khán giả: 7.000 Trọng tài: Hoàng Ngọc Hà |  |

| 20 tháng 7 năm 2022 | Hoàng Anh Gia Lai                                                                               | 2–1                                                   | Becamex Bình Dương                                        | Pleiku, Gia Lai                                                     |  |
| 17:00               | - Nguyễn Văn Toàn 11', 34' - Vũ Văn Thanh 57' - Nguyễn Phong Hồng Duy 75' - Trần Minh Vương 89' | Chi tiết VTV6, VTV5, VTV5TN, On Football, Next Sports | - Bùi Vĩ Hào 50' - Nguyễn Thanh Thảo 58' - Hồ Sỹ Giáp 79' | Sân vận động: Pleiku Lượng khán giả: 8.000 Trọng tài: Trần Ngọc Nhớ |  |

| 20 tháng 7 năm 2022 | Hà Nội                                                                           | 3–1                  | Sài Gòn                                               | Đống Đa, Hà Nội                                                     |  |
| 19:15               | - Vladimir Silađi 7' 60' - Lê Xuân Tú 32' - Đậu Văn Toàn 66' - Phạm Tuấn Hải 83' | Chi tiết On Football | - Trần Mạnh Cường 24' (ph.đ.) - Nguyễn Việt Phong 79' | Sân vận động: Hàng Đẫy Lượng khán giả: 5.000 Trọng tài: Lê Đức Cảnh |  |

| 20 tháng 7 năm 2022 | Thành phố Hồ Chí Minh                    | 1–2                 | Hồng Lĩnh Hà Tĩnh                                                                 | Quận 10, Thành phố Hồ Chí Minh                                        |  |
| 19:15               | - Đào Quốc Gia 62' - Ngô Tùng Quốc 90+5' | Chi tiết On Sports+ | - Đào Văn Nam 4' - Paollo Madeira 33' 63' - Phạm Văn Long 50' - Ngô Xuân Toàn 69' | Sân vận động: Thống Nhất Lượng khán giả: 2.000 Trọng tài: Đỗ Thành Đệ |  |

##### Vòng 9
| 23 tháng 7 năm 2022 | Sông Lam Nghệ An                                                                                           | 3–0                  | Hải Phòng         | Thành phố Vinh, Nghệ An                                             |  |
| 18:00               | - Hoàng Văn Khánh 10' - Phan Văn Đức 60' 61' - Phạm Xuân Mạnh 71' - Mai Sỹ Hoàng 79' - Michael Olaha 90+3' | Chi tiết On Football | - Moses Oloya 49' | Sân vận động: Vinh Lượng khán giả: 10.000 Trọng tài: Trương Hồng Vũ |  |

| 23 tháng 7 năm 2022 | Topenland Bình Định | 0–1                 | SHB Đà Nẵng                                                                             | Thành phố Quy Nhơn, Bình Định                                             |  |
| 18:00               | - Đỗ Văn Thuận 13'  | Chi tiết On Sports+ | - Nguyễn Trọng Nam 65' - Nguyễn Phi Hoàng 76' (ph.đ.) - Trợ lý HLV Đào Quang Hùng 90+4' | Sân vận động: Quy Nhơn Lượng khán giả: 7.000 Trọng tài: Nguyễn Trung Kiên |  |

| 24 tháng 7 năm 2022 | Hoàng Anh Gia Lai                                         | 2–0                                                   | Đông Á Thanh Hóa                                                           | Pleiku, Gia Lai                                                   |  |
| 17:00               | - Lương Xuân Trường 25' (ph.đ.) 39' - Nguyễn Văn Toàn 51' | Chi tiết VTV6, VTV5, VTV5TN, On Football, Next Sports | - Gustavo Sant'Ana Santos 23' - Lê Phạm Thành Long 58' - Doãn Ngọc Tân 58' | Sân vận động: Pleiku Lượng khán giả: 10.000 Trọng tài: Lê Vũ Linh |  |

| 24 tháng 7 năm 2022 | Hồng Lĩnh Hà Tĩnh                                                                              | 1–2                 | Hà Nội                                                                                 | Thành phố Hà Tĩnh, Hà Tĩnh                                          |  |
| 18:00               | - Trần Đức Nam 51' - Nguyễn Trọng Đại 54' - Janclesio Almeida Santos 67' - Trần Phi Hà 81' 81' | Chi tiết On Sports+ | - Nguyễn Văn Quyết 41' - Phạm Tuấn Hải 54' - Tonći Mujan 63' - Trương Văn Thái Quý 78' | Sân vận động: Hà Tĩnh Lượng khán giả: 6.000 Trọng tài: Vũ Nguyên Vũ |  |

| 24 tháng 7 năm 2022 | Viettel                                                            | 1–0                                           | Thành phố Hồ Chí Minh | Đống Đa, Hà Nội                                                          |  |
| 19:15               | - Geovane Magno 56' - Nguyễn Thanh Bình 90+2' - Hồ Khắc Ngọc 90+3' | Chi tiết VTV6, VTV5, On Football, Next Sports |                       | Sân vận động: Hàng Đẫy Lượng khán giả: 4.000 Trọng tài: Nguyễn Đình Thái |  |

| 24 tháng 7 năm 2022 | Sài Gòn                                                                         | 2–2                     | Nam Định                                                              | Quận 10, Thành phố Hồ Chí Minh                                        |  |
| 19:15               | - Đỗ Merlo 59' - Lê Cao Hoài An 61' - Nguyễn Công Thành 66' - Huỳnh Tấn Tài 88' | Chi tiết On Sports News | - Phạm Mạnh Hùng 14' - Đinh Viết Tú 28' - Alisson Pereira Santana 65' | Sân vận động: Thống Nhất Lượng khán giả: 2.500 Trọng tài: Ngô Duy Lân |  |

##### Vòng 10
| 29 tháng 7 năm 2022 | SHB Đà Nẵng                                                   | 1–0                                           | Nam Định              | Quận Cẩm Lệ, Đà Nẵng                                                     |  |
| 17:00               | - Walisson Maia 52' - Phạm Đình Duy 81' - Phan Văn Long 90+1' | Chi tiết VTV6, VTV5, On Football, Next Sports | - Phạm Minh Nghĩa 85' | Sân vận động: Hòa Xuân Lượng khán giả: 5.000 Trọng tài: Nguyễn Đình Thái |  |

| 29 tháng 7 năm 2022 | Thành phố Hồ Chí Minh                                                           | 2–1                  | Hải Phòng                       | Quận 10, Thành phố Hồ Chí Minh                                         |  |
| 19:15               | - Ngô Hoàng Thịnh 45+2' - Daniel Green 77' - Brendon Lucas da Silva Estevam 80' | Chi tiết On Football | - Rimario Allando Gordon 3' 85' | Sân vận động: Thống Nhất Lượng khán giả: 4.000 Trọng tài: Vũ Nguyên Vũ |  |

| 30 tháng 7 năm 2022 | Becamex Bình Dương                                           | 2–3                 | Topenland Bình Định | Thủ Dầu Một, Bình Dương                                           |  |
| 17:00               | - Nguyễn Thanh Thảo 14' - Eydison Teofilo Soares 54' (ph.đ.) | Chi tiết On Sports+ | - Nguyễn Anh Tài 17' (l.n.) - Mạc Hồng Quân 32' - Nguyễn Xuân Nam 46' 58' - Hồ Tấn Tài 51' - Trần Đình Trọng 53' - HLV Nguyễn Đức Thắng 65' - Lê Tiến Anh 87' - Trần Đình Minh Hoàng 90+5' | Sân vận động: Gò Đậu Lượng khán giả: 6.200 Trọng tài: Đỗ Thành Đệ |  |

| 30 tháng 7 năm 2022 | Hồng Lĩnh Hà Tĩnh                                                 | 3–4                                | Sài Gòn | Thành phố Hà Tĩnh, Hà Tĩnh                                              |  |
| 18:00               | - Dionatan Machado 30' - Paollo Madeira 50' - Đào Văn Nam 82' 87' | Chi tiết On Football, On Sports TV | - Gustavo Santos Costa 5', 32' - André Vieira 53' - Nguyễn Việt Phong 62' - Đỗ Merlo 85' - Phạm Văn Phong 90+5' | Sân vận động: Hà Tĩnh Lượng khán giả: 5.000 Trọng tài: Hoàng Thanh Bình |  |

| 31 tháng 7 năm 2022 | Đông Á Thanh Hóa | 1–0                 | Viettel                                        | Thành phố Thanh Hóa, Thanh Hóa                                       |  |
| 18:00               | - Cao Trần Hoàng Hùng 45+1' (l.n.) - Gustavo Sant'Ana Santos 76' - Phó trưởng đoàn Cao Hoàng Đức 79' - Trợ lý HLV Svetislav Tanasijevic 79' - Zé Paulo 89' - Nguyễn Thanh Diệp 90+2' | Chi tiết On Sports+ | - Nguyễn Thanh Bình 58' - Nguyễn Đức Chiến 87' | Sân vận động: Thanh Hóa Lượng khán giả: 7.000 Trọng tài: Ngô Duy Lân |  |

| 31 tháng 7 năm 2022                                                                                   | Hà Nội                                                                      | 2–1                                           | Sông Lam Nghệ An                          | Đống Đa, Hà Nội                                                          |  |
| 19:15                                                                                                 | - Vladimir Silađi 51' (ph.đ.) - Nguyễn Thành Chung 76' - Đoàn Văn Hậu 90+3' | Chi tiết VTV6, VTV5, On Football, Next Sports | - Michael Olaha 4' 49' - Phạm Thế Nhật 9' | Sân vận động: Hàng Đẫy Lượng khán giả: 10.000 Trọng tài: Nguyễn Mạnh Hải |  |
| Ghi chú: Hà Nội được chỉ đạo bởi trợ lý Nguyễn Tiến Dũng, do HLV Chun Jae-ho dương tính với COVID-19. |                                                                             |                                               |                                           |                                                                          |  |

##### Vòng 11
| 05 tháng 8 năm 2022 | Hải Phòng                                                         | 1–0                  | SHB Đà Nẵng | Quận Ngô Quyền, Hải Phòng                                        |  |
| 18:00               | - Châu Ngọc Quang 23' - Triệu Việt Hưng 78' - Hoàng Thái Bình 86' | Chi tiết On Football |             | Sân vận động: Lạch Tray Lượng khán giả: 0 Trọng tài: Ngô Duy Lân |  |

| 05 tháng 8 năm 2022 | Sài Gòn                    | 0–1                                           | Hoàng Anh Gia Lai        | Quận 10, Thành phố Hồ Chí Minh                                           |  |
| 19:15               | - Nguyễn Hoàng Quốc Chí 6' | Chi tiết VTV5, VTV5TN, On Sports, Next Sports | - Nguyễn Công Phượng 66' | Sân vận động: Thống Nhất Lượng khán giả: 7.000 Trọng tài: Trương Hồng Vũ |  |

| 05 tháng 8 năm 2022 | Viettel | 0–1                                    | Becamex Bình Dương                     | Đống Đa, Hà Nội                                                      |  |
| 19:15               |         | Chi tiết VTV6, On Sports+, Next Sports | - Wellington Adão 53' - Hồ Sỹ Giáp 88' | Sân vận động: Hàng Đẫy Lượng khán giả: 3.000 Trọng tài: Vũ Nguyễn Vũ |  |

| 06 tháng 8 năm 2022 | Topenland Bình Định                            | 0–1                                | Hà Nội                                                                         | Quy Nhơn, Bình Định                                                    |  |
| 18:00               | - Nghiêm Xuân Tú 34' - Jermie Dwayne Lynch 79' | Chi tiết On Football, On Sports TV | - Phạm Tuấn Hải 25' - Đoàn Văn Hậu 53' - Bùi Tấn Trường 67' - Đậu Văn Toàn 72' | Sân vận động: Quy Nhơn Lượng khán giả: 14.000 Trọng tài: Trần Ngọc Nhớ |  |

| 07 tháng 8 năm 2022 | Sông Lam Nghệ An      | 0–0                                | Đông Á Thanh Hóa            | Thành phố Vinh, Nghệ An                                            |  |
| 18:00               | - Nguyễn Văn Việt 25' | Chi tiết On Football, On Sports TV | - HLV Ljupko Petrović 90+4' | Sân vận động: Vinh Lượng khán giả: 10.000 Trọng tài: Hoàng Ngọc Hà |  |

| 07 tháng 8 năm 2022 | Nam Định                                                                                   | 2–1                               | Thành phố Hồ Chí Minh                            | Thành phố Nam Định, Nam Định                                                |  |
| 18:00               | - Victor Mansaray 30' - Phạm Minh Nghĩa 38' - Trần Ngọc Sơn 88' 88' - Phạm Mạnh Hùng 90+7' | Chi tiết On Sports+, On Sports TV | - Ngô Hoàng Thịnh 59' 77' - Dương Văn Khoa 90+7' | Sân vận động: Thiên Trường Lượng khán giả: 8.000 Trọng tài: Nguyễn Mạnh Hải |  |

##### Vòng 12
| 12 tháng 8 năm 2022 | Đông Á Thanh Hóa                                                                  | 2–0                                     | Hồng Lĩnh Hà Tĩnh | Thành phố Thanh Hóa, Thanh Hóa                                           |  |
| 18:00               | - Đàm Tiến Dũng 11' - Nguyễn Trọng Hùng 24' - HLV Ljupko Petrović 86' - A Mít 88' | Chi tiết VTV5, On Football, Next Sports |                   | Sân vận động: Thanh Hóa Lượng khán giả: 4.000 Trọng tài: Trần Trung Kiên |  |

| 12 tháng 8 năm 2022 | Thành phố Hồ Chí Minh                          | 1–2                 | Topenland Bình Định | Quận 10, Thành phố Hồ Chí Minh                                           |  |
| 19:15               | - Atapharoy Bygrave 29' 51' - Sầm Ngọc Đức 34' | Chi tiết On Sports+ | - Lý Công Hoàng Anh 31' - Lê Tiến Anh 53' - Lê Ngọc Bảo 84' - Hồ Tấn Tài 86' 90+1' - Jermie Dwayne Lynch 89' - Hendrio Araujo Dasilva 90+3' | Sân vận động: Thống Nhất Lượng khán giả: 4.500 Trọng tài: Trương Hồng Vũ |  |

| 13 tháng 8 năm 2022 | Becamex Bình Dương                                 | 2–1                  | Sài Gòn                                         | Thủ Dầu Một, Bình Dương                                                |  |
| 17:00               | - Eydison Teofilo Soares 10' - Wellington Adão 19' | Chi tiết On Football | - Huỳnh Tấn Tài 68' - Nguyễn Hoàng Quốc Chí 86' | Sân vận động: Gò Đậu Lượng khán giả: 3.000 Trọng tài: Nguyễn Đình Thái |  |

| 13 tháng 8 năm 2022 | Nam Định             | 0–1                               | Sông Lam Nghệ An                                                                    | Thành phố Nam Định, Nam Định                                                  |  |
| 18:00               | - Phạm Mạnh Hùng 73' | Chi tiết On Sports+, On Sports TV | - Thái Bá Sang 32' - Trần Đình Tiến 67' - Hồ Văn Cường 89' - Nguyễn Văn Hoàng 90+3' | Sân vận động: Thiên Trường Lượng khán giả: 12.000 Trọng tài: Hoàng Thanh Bình |  |

| 14 tháng 8 năm 2022 | SHB Đà Nẵng               | 0–2                  | Viettel                                              | Quận Cẩm Lệ, Đà Nẵng                                                    |  |
| 17:00               | - Nguyễn Thanh Bình 90+4' | Chi tiết On Football | - Geovane Magno 88' - Nguyễn Hoàng Đức 90+5' (ph.đ.) | Sân vận động: Hòa Xuân Lượng khán giả: 8.000 Trọng tài: Nguyễn Mạnh Hải |  |

| 14 tháng 8 năm 2022 | Hà Nội                                                                             | 2–1                                                   | Hoàng Anh Gia Lai                                         | Đống Đa, Hà Nội                                                      |  |
| 19:15               | - Đỗ Duy Mạnh 18' - Nguyễn Văn Quyết 54' - Phạm Tuấn Hải 56' - Vladimir Silađi 89' | Chi tiết VTV6, VTV5, VTV5TN, On Football, Next Sports | - Nguyễn Phong Hồng Duy 53' - Bruno Henrique de Sousa 61' | Sân vận động: Hàng Đẫy Lượng khán giả: 14.000 Trọng tài: Ngô Duy Lân |  |

##### Vòng 13
| 19 tháng 8 năm 2022 | Hoàng Anh Gia Lai                              | 1–2                  | Hải Phòng | Pleiku, Gia Lai                                                       |  |
| 17:00               | - Washington Brandão 34' - Nguyễn Văn Toàn 65' | Chi tiết On Football | - Rimario Allando Gordon 24' (ph.đ.) 34' - Joseph Mpande 59' 78' - Đặng Văn Tới 90+4' - Hoàng Thái Bình 90+5' | Sân vận động: Pleiku Lượng khán giả: 10.000 Trọng tài: Trương Hồng Vũ |  |

| 19 tháng 8 năm 2022 | Hồng Lĩnh Hà Tĩnh | 2–0                 | Nam Định             | Thành phố Hà Tĩnh, Hà Tĩnh                                           |  |
| 18:15               | - Janclesio Almeida Santos 11' - Đào Văn Nam 22' - Đinh Văn Hùng 24' - Đào Nhật Minh 28' - Phạm Văn Long 72' - Paollo Madeira 79' | Chi tiết On Sports+ | - Hoàng Xuân Tân 20' | Sân vận động: Hà Tĩnh Lượng khán giả: 5.000 Trọng tài: Hoàng Ngọc Hà |  |

| 19 tháng 8 năm 2022 | Viettel                                              | 2–0                                           | Sông Lam Nghệ An       | Đống Đa, Hà Nội                                                         |  |
| 19:15               | - Geovane Magno 22' (ph.đ.) - Nguyễn Hoàng Đức 90+4' | Chi tiết VTV6, VTV5, On Football, Next Sports | - Nguyễn Văn Hoàng 21' | Sân vận động: Hàng Đẫy Lượng khán giả: 8.000 Trọng tài: Trần Đình Thịnh |  |

| 20 tháng 8 năm 2022 | Becamex Bình Dương                                    | 0–3                                           | Hà Nội | Thủ Dầu Một, Bình Dương                                          |  |
| 17:00               | - Bùi Vĩ Hào 40' - Trần Duy Khánh 43' - Tô Văn Vũ 90' | Chi tiết VTV6, VTV5, On Football, Next Sports | - Đậu Văn Toàn 18' - Bùi Hoàng Việt Anh 25' 55' - Lucão do Break 62' - Trương Văn Thái Quý 63' - HLV thủ môn Nguyễn Thế Anh 83' - Nguyễn Hai Long 84' | Sân vận động: Gò Đậu Lượng khán giả: 7.000 Trọng tài: Lê Vũ Linh |  |

| 20 tháng 8 năm 2022 | Topenland Bình Định                                                                               | 2–1                | Đông Á Thanh Hóa                                                                     | Quy Nhơn, Bình Định                                                      |  |
| 18:00 | - Dương Thanh Hào 45+1' - Nguyễn Xuân Nam 47' 58' - Nguyễn Tiến Duy 77' - Jermie Dwayne Lynch 80' | Chi tiết On Sports | - Nguyễn Minh Tùng 62' - Gustavo Sant'Ana Santos 64' - CBPTKT Hoàng Thanh Tùng 90+2' | Sân vận động: Quy Nhơn Lượng khán giả: 7.000 Trọng tài: Nguyễn Đình Thái |  |
| Ghi chú: Đông Á Thanh Hóa được chỉ đạo bởi trợ lý Svetislav Tanasijevic, do HLV Ljupko Petrović bị treo giò vì nhận 3 thẻ vàng. |                                                                                                   |                    |                                                                                      |                                                                          |  |

| 20 tháng 8 năm 2022 | Sài Gòn | 1–2                  | Thành phố Hồ Chí Minh | Quận 10, Thành phố Hồ Chí Minh                                         |  |
| 19:15               | - Nguyễn Hồng Sơn 26' - Nicolas Olsen 52' - Matheus Vieira da Silva 54' - Cao Văn Triền 69' - Liễu Quang Vinh 78' - Đỗ Merlo 90+3' | Chi tiết On Football | - Brendon Lucas da Silva Estevam 46' - Daniel Green 56' - Nguyễn Thanh Thắng 65' - Hoàng Vũ Samson 71' - Trần Đình Khương 78' - Atapharoy Bygrave 90+2' | Sân vận động: Thống Nhất Lượng khán giả: 3.000 Trọng tài: Vũ Nguyên Vũ |  |

##### Vòng 14
| 26 tháng 8 năm 2022 | Sông Lam Nghệ An     | 1–1                                           | Hà Nội               | Thành phố Vinh, Nghệ An                                               |  |
| 18:00               | - Trần Đình Hoàng 6' | Chi tiết VTV6, VTV5, On Football, Next Sports | - Lucão do Break 68' | Sân vận động: Vinh Lượng khán giả: 16.000 Trọng tài: Nguyễn Ngọc Châu |  |

| 26 tháng 8 năm 2022 | Hải Phòng                                                                    | 4–3                | Thành phố Hồ Chí Minh                                        | Quận Ngô Quyền, Hải Phòng                                                 |  |
| 18:00               | - Joseph Mpande 3', 80' - Đặng Văn Tới 14' - Rimario Allando Gordon 36', 49' | Chi tiết On Sports | - Daniel Green 62' - Atapharoy Bygrave 73' - Võ Huy Toàn 90' | Sân vận động: Lạch Tray Lượng khán giả: 6.000 Trọng tài: Nguyễn Đình Thái |  |

| 27 tháng 8 năm 2022 | Nam Định                                 | 2–1                  | SHB Đà Nẵng                              | Thành phố Nam Định, Nam Định                                                   |  |
| 18:00               | - Phan Văn Hiếu 55' - Mai Xuân Quyết 69' | Chi tiết On Football | - Hoàng Minh Tâm 23' - Walisson Maia 34' | Sân vận động: Thiên Trường Lượng khán giả: 10.000 Trọng tài: Nguyễn Trung Kiên |  |

| 27 tháng 8 năm 2022 | Sài Gòn                                                                                           | 3–2                 | Hồng Lĩnh Hà Tĩnh                                    | Quận 10, Thành phố Hồ Chí Minh                                          |  |
| 19:15               | - Matheus Vieira da Silva 17' (ph.đ.) - Đỗ Merlo 45' - Nguyễn Hữu Sơn 54' - Nguyễn Công Thành 83' | Chi tiết On Sports+ | - Đỗ Merlo 27' (l.n.) - Janclesio Almeida Santos 67' | Sân vận động: Thống Nhất Lượng khán giả: 3.500 Trọng tài: Hoàng Ngọc Hà |  |

| 28 tháng 8 năm 2022 | Topenland Bình Định                                                                                       | 4–1                                     | Becamex Bình Dương                                                              | Quy Nhơn, Bình Định                                                      |  |
| 18:00               | - Nguyễn Xuân Nam 13' - Hendrio Araujo Dasilva 24' - Jermie Dwayne Lynch 65', 80' - Lý Công Hoàng Anh 83' | Chi tiết VTV5, On Football, Next Sports | - Nguyễn Thanh Thảo 39' - Trần Duy Khánh 45+2' - Nguyễn Tiến Linh 90+2' (ph.đ.) | Sân vận động: Quy Nhơn Lượng khán giả: 5.500 Trọng tài: Hoàng Thanh Bình |  |

| 28 tháng 8 năm 2022 | Viettel | 3–1                | Đông Á Thanh Hóa                                             | Đống Đa, Hà Nội                                                         |  |
| 19:15 | - Pedro Paulo 10' (ph.đ.) - Hồ Khắc Ngọc 11' - Nhâm Mạnh Dũng 29' - Jahongir Abdumominov 64' - Nguyễn Đức Hoàng Minh 76' | Chi tiết On Sports | - Gustavo Santos Costa 8' - Zé Paulo 60' - Vũ Xuân Cường 70' | Sân vận động: Hàng Đẫy Lượng khán giả: 5.000 Trọng tài: Nguyễn Mạnh Hải |  |
| Ghi chú: Đông Á Thanh Hóa được chỉ đạo bởi trợ lý Svetislav Tanasijevic, do HLV Ljupko Petrović đang điều trị bệnh cao huyết áp. | |                    |                                                              |                                                                         |  |

##### Vòng 15
| 02 tháng 9 năm 2022 | Becamex Bình Dương                                                                     | 2–1                  | Viettel                                                                   | Thủ Dầu Một, Bình Dương                                             |  |
| 17:00               | - Tô Văn Vũ 9' - Nguyễn Tiến Linh 38' - Nguyễn Thanh Thảo 56' - Nguyễn Trung Tín 90+5' | Chi tiết On Football | - Nguyễn Xuân Kiên 12' - Nguyễn Đức Hoàng Minh 44' - Nhâm Mạnh Dũng 90+5' | Sân vận động: Gò Đậu Lượng khán giả: 6.000 Trọng tài: Trần Ngọc Nhớ |  |

| 02 tháng 9 năm 2022 | Hà Nội                                      | 0–3                                           | Topenland Bình Định                                                 | Đống Đa, Hà Nội                                                         |  |
| 19:15               | - Đỗ Duy Mạnh 90+6' - HLV Chun Jae-ho 90+7' | Chi tiết VTV6, VTV5, On Football, Next Sports | - Rafaelson 59', 83' (ph.đ.), 90+9' - Jermie Dwayne Lynch 72' 90+6' | Sân vận động: Hàng Đẫy Lượng khán giả: 9.000 Trọng tài: Trần Đình Thịnh |  |

| 03 tháng 9 năm 2022 | Đông Á Thanh Hóa                                                          | 2–0                                   | Sông Lam Nghệ An   | Thành phố Thanh Hóa, Thanh Hóa                                             |  |
| 17:00 | - Zé Paulo 36', 85' - HLV thủ môn Nguyễn Chí Công 67' - Trịnh Văn Lợi 81' | Chi tiết VTV5, On Sports, Next Sports | - Mai Sỹ Hoàng 27' | Sân vận động: Thanh Hóa Lượng khán giả: 7.000 Trọng tài: Nguyễn Trung Kiên |  |
| Ghi chú: Đông Á Thanh Hóa được chỉ đạo bởi trợ lý Svetislav Tanasijevic, do HLV Ljupko Petrović đang điều trị bệnh cao huyết áp. |                                                                           |                                       |                    |                                                                            |  |

| 03 tháng 9 năm 2022 | Hoàng Anh Gia Lai                      | 1–1                 | Sài Gòn                              | Pleiku, Gia Lai                                                        |  |
| 18:00               | - Lê Văn Sơn 72' - Huỳnh Tuấn Linh 83' | Chi tiết On Sports+ | - Cao Văn Triền 15' - Đỗ Merlo 90+5' | Sân vận động: Pleiku Lượng khán giả: 9.000 Trọng tài: Nguyễn Viết Duẩn |  |

| 04 tháng 9 năm 2022 | SHB Đà Nẵng | 0–2                  | Hải Phòng                                                   | Quận Cẩm Lệ, Đà Nẵng                                                   |  |
| 17:00               |             | Chi tiết On Football | - Moses Oloya 61' - Joseph Mpande 61' - Nguyễn Văn Minh 90' | Sân vận động: Hòa Xuân Lượng khán giả: 3.000 Trọng tài: Trương Hồng Vũ |  |

| 04 tháng 9 năm 2022 | Thành phố Hồ Chí Minh                          | 0–1                  | Nam Định                                                                                  | Quận 10, Thành phố Hồ Chí Minh                                         |  |
| 19:15               | - Trần Đình Khương 11' - Nguyễn Trọng Long 59' | Chi tiết On Football | - Victor Mansaray 11' - Mai Xuân Quyết 12' - Trần Mạnh Hùng 41' 70' - Nguyễn Đình Sơn 43' | Sân vận động: Thống Nhất Lượng khán giả: 4.000 Trọng tài: Vũ Nguyên Vũ |  |

##### Vòng 16
| 13 tháng 9 năm 2022 | Becamex Bình Dương | 1–1                  | Hoàng Anh Gia Lai                                                                   | Thủ Dầu Một, Bình Dương                                          |  |
| 17:00               | - Trần Hoàng Bảo 24' - Wellington Adão 44' - Tô Văn Vũ 55' - Trương Dũ Đạt 64' - Hồ Sỹ Giáp 83' - Nguyễn Trọng Huy 90+2' | Chi tiết On Football | - Nguyễn Văn Toàn 35' - Lê Văn Sơn 74' - Trợ lý HLV Nguyễn Văn Đàn 90+6' (hết trận) | Sân vận động: Gò Đậu Lượng khán giả: 8.500 Trọng tài: Lê Vũ Linh |  |

| 13 tháng 9 năm 2022 | Sông Lam Nghệ An                                               | 2–2                     | SHB Đà Nẵng                                                     | Thành phố Vinh, Nghệ An                                             |  |
| 18:00               | - Thái Bá Sang 16' - Phạm Xuân Mạnh 24' - Quế Ngọc Hải 80' 89' | Chi tiết On Sports News | - Phạm Đình Duy 7' 45' - Phan Văn Long 32' - Phạm Văn Hữu 90+1' | Sân vận động: Vinh Lượng khán giả: 5.000 Trọng tài: Trần Đình Thịnh |  |

| 13 tháng 9 năm 2022 | Sài Gòn                                                   | 1–1                  | Hà Nội                                                                                   | Quận 10, Thành phố Hồ Chí Minh                                           |  |
| 19:15               | - Nicholas Olsen 45' - Đỗ Merlo 67' - Trần Mạnh Cường 89' | Chi tiết On Football | - Nguyễn Thành Chung 79' - Nguyễn Văn Quyết 83' 90+5' - HLV thủ môn Nguyễn Thế Anh 90+5' | Sân vận động: Thống Nhất Lượng khán giả: 3.000 Trọng tài: Trương Hồng Vũ |  |

| 14 tháng 9 năm 2022 | Hồng Lĩnh Hà Tĩnh                                                                 | 1–1                     | Thành phố Hồ Chí Minh | Thành phố Hà Tĩnh, Hà Tĩnh                                              |  |
| 18:00               | - Paollo Madeira 20' - Nguyễn Trọng Đại 54' - Trịnh Đức Lợi 56' - Trần Phi Hà 65' | Chi tiết On Sports News | - Hoàng Vũ Samson 66' | Sân vận động: Hà Tĩnh Lượng khán giả: 6.500 Trọng tài: Hoàng Thanh Bình |  |

| 14 tháng 9 năm 2022 | Topenland Bình Định   | 0–0                                     | Hải Phòng | Quy Nhơn, Bình Định                                                       |  |
| 18:00               | - Adriano Schmidt 87' | Chi tiết VTV5, On Football, Next Sports |           | Sân vận động: Quy Nhơn Lượng khán giả: 10.000 Trọng tài: Nguyễn Đình Thái |  |

| 14 tháng 9 năm 2022 | Viettel | 4–0                                    | Nam Định            | Đống Đa, Hà Nội                                                      |  |
| 19:10               | - Nguyễn Hoàng Đức 13', 32' - Nguyễn Hữu Thắng 36' - Geovane Magno 51' (ph.đ.) - Bùi Duy Thường 80' - Nguyễn Đức Hoàng Minh 84' | Chi tiết VTV6, On Sports+, Next Sports | - Mai Xuân Quyết 5' | Sân vận động: Hàng Đẫy Lượng khán giả: 5.000 Trọng tài: Vũ Nguyên Vũ |  |

##### Vòng 17
| 30 tháng 9 năm 2022 | Hải Phòng                                          | 1–1                                             | Hoàng Anh Gia Lai                                     | Quận Ngô Quyền, Hải Phòng                                             |  |
| 18:00               | - Hoàng Thái Bình 21' - Rimario Allando Gordon 87' | Chi tiết VTV6, VTV5TN, On Football, Next Sports | - Bruno Henrique de Sousa 27' - Nguyễn Thanh Nhân 78' | Sân vận động: Lạch Tray Lượng khán giả: 9.000 Trọng tài: Vũ Nguyên Vũ |  |

| 30 tháng 9 năm 2022 | Thành phố Hồ Chí Minh | 0–2                     | Sài Gòn                                                                                      | Quận 10, Thành phố Hồ Chí Minh                                             |  |
| 19:15               |                       | Chi tiết On Sports News | - Bùi Xuân Quý 29' - Matheus Vieira Da Silva 69' - Phạm Văn Phong 90' - Nicholas Olsen 90+4' | Sân vận động: Thống Nhất Lượng khán giả: 2.500 Trọng tài: Nguyễn Đình Thái |  |

| 01 tháng 10 năm 2022 | Đông Á Thanh Hóa                            | 2–1                  | Topenland Bình Định                                          | Thành phố Thanh Hóa, Thanh Hóa                                         |  |
| 17:00                | - Zé Paulo 2' (ph.đ.) - Đinh Tiến Thành 54' | Chi tiết On Football | - Vũ Hữu Quý 1' - Jermie Dwayne Lynch 61' - Đỗ Văn Thuận 72' | Sân vận động: Thanh Hóa Lượng khán giả: 5.000 Trọng tài: Hoàng Ngọc Hà |  |

| 01 tháng 10 năm 2022 | Nam Định                                                                                                | 2–0                                    | Hồng Lĩnh Hà Tĩnh      | Thành phố Nam Định, Nam Định                                                  |  |
| 18:00                | - Phạm Mạnh Hùng 28' - Janclesio Almeida Santos 50' (l.n.) - Victor Mansaray 66' - Mai Xuân Quyết 90+2' | Chi tiết VTV6, On Sports+, Next Sports | - Nguyễn Văn Huy 90+5' | Sân vận động: Thiên Trường Lượng khán giả: 7.000 Trọng tài: Nguyễn Trung Kiên |  |

| 01 tháng 10 năm 2022 | Sông Lam Nghệ An                          | 0–1                     | Viettel                     | Thành phố Vinh, Nghệ An                                         |  |
| 18:00                | - Phạm Xuân Mạnh 32' - Đinh Xuân Tiến 34' | Chi tiết On Sports News | - Nguyễn Đức Hoàng Minh 79' | Sân vận động: Vinh Lượng khán giả: 3.000 Trọng tài: Ngô Duy Lân |  |

| 01 tháng 10 năm 2022 | Hà Nội                                                                                                   | 5–1                  | Becamex Bình Dương             | Đống Đa, Hà Nội                                                         |  |
| 19:15                | - Lê Xuân Tú 29' - Lucão do Break 47', 54' - Phạm Tuấn Hải 65' - Nguyễn Văn Công 86' - Tonći Mujan 90+2' | Chi tiết On Football | - Nguyễn Tiến Linh 87' (ph.đ.) | Sân vận động: Hàng Đẫy Lượng khán giả: 3.000 Trọng tài: Nguyễn Mạnh Hải |  |

##### Vòng 18
| 07 tháng 10 năm 2022 | SHB Đà Nẵng                            | 0–4                                           | Becamex Bình Dương                                                                                          | Quận Cẩm Lệ, Đà Nẵng                                                     |  |
| 17:00                | - Võ Ngọc Toàn 82' - Lâm Anh Quang 83' | Chi tiết VTV6, VTV5, On Football, Next Sports | - Eydison Teofilo Soares 20' 43' - Nguyễn Tiến Linh 60', 68' 66' - Nguyễn Sơn Hải 66' - Wellington Adão 75' | Sân vận động: Hòa Xuân Lượng khán giả: 5.000 Trọng tài: Hoàng Thanh Bình |  |

| 08 tháng 10 năm 2022 | Nam Định                                                      | 0–2                 | Topenland Bình Định                            | Thành phố Nam Định, Nam Định                                                  |  |
| 18:00                | - Phạm Minh Nghĩa 16' - Trần Ngọc Sơn 41' - Phạm Văn Soạn 75' | Chi tiết On Sports+ | - Hendrio Araujo 63' - Jermie Dwayne Lynch 83' | Sân vận động: Thiên Trường Lượng khán giả: 10.000 Trọng tài: Nguyễn Viết Duẩn |  |

| 08 tháng 10 năm 2022 | Sài Gòn | 0–1                  | Đông Á Thanh Hóa                                                                                               | Quận 10, Thành phố Hồ Chí Minh                                        |  |
| 19:15                |         | Chi tiết On Football | - Lê Phạm Thành Long 54' - Gustavo Sant'Ana Santos 71' - Đàm Tiến Dũng 80' - Phó trưởng đoàn Cao Hoàng Đức 88' | Sân vận động: Thống Nhất Lượng khán giả: 3.000 Trọng tài: Ngô Duy Lân |  |

| 09 tháng 10 năm 2022 | Hồng Lĩnh Hà Tĩnh                                  | 1–1                 | Sông Lam Nghệ An          | Thành phố Hà Tĩnh, Hà Tĩnh                                              |  |
| 18:00                | - Phạm Văn Long 13' - Janclesio Almeida Santos 26' | Chi tiết On Sports+ | - Ganiyu Bolayi Oseni 70' | Sân vận động: Hà Tĩnh Lượng khán giả: 5.000 Trọng tài: Nguyễn Ngọc Châu |  |

| 09 tháng 10 năm 2022 | Hoàng Anh Gia Lai        | 1–2                                      | Thành phố Hồ Chí Minh                         | Pleiku, Gia Lai                                                      |  |
| 18:00                | - Nguyễn Công Phượng 74' | Chi tiết VTV6, VTV5, VTV5TN, Next Sports | - Ngô Hoàng Thịnh 56' - Atapharoy Bygrave 58' | Sân vận động: Pleiku Lượng khán giả: 6.000 Trọng tài: Trương Hồng Vũ |  |

| 09 tháng 10 năm 2022 | Viettel | 1–1                  | Hải Phòng                                                      | Đống Đa, Hà Nội                                                         |  |
| 19:15                | - Nguyễn Hữu Thắng 28' - Nguyễn Hoàng Đức 36' - Hồ Khắc Ngọc 54' - Bùi Tiến Dũng 69' - Trần Nguyên Mạnh 90+5' | Chi tiết On Football | - HLV Chu Đình Nghiêm 55' - Rimario Allando Gordon 79' (ph.đ.) | Sân vận động: Hàng Đẫy Lượng khán giả: 6.000 Trọng tài: Trần Đình Thịnh |  |

##### Vòng 19
| 14 tháng 10 năm 2022 | Đông Á Thanh Hóa                                                      | 0–1                                     | Hải Phòng                                                             | Thành phố Thanh Hóa, Thanh Hóa                                             |  |
| 17:00                | - Lê Quốc Phương 55' - Đinh Tiến Thành 65' - Gustavo Santos Costa 68' | Chi tiết VTV5, On Football, Next Sports | - Đặng Văn Tới 68' - Rimario Allando Gordon 77' - Joseph Mpande 90+4' | Sân vận động: Thanh Hóa Lượng khán giả: 8.000 Trọng tài: Nguyễn Trung Kiên |  |

| 14 tháng 10 năm 2022 | Hồng Lĩnh Hà Tĩnh                                      | 1–1                     | SHB Đà Nẵng | Thành phố Hà Tĩnh, Hà Tĩnh                                            |  |
| 18:00                | - Ngô Xuân Toàn 18' - Janclesio Almeida Santos 85' 85' | Chi tiết On Sports News | - Claudir Marini Júnior 27' - Nguyễn Công Nhật 44' - Phan Văn Long 59' - Nhân viên vật lý trị liệu Phạm Quốc Thắng 79' | Sân vận động: Hà Tĩnh Lượng khán giả: 3.000 Trọng tài: Trương Hồng Vũ |  |

| 14 tháng 10 năm 2022 | Hoàng Anh Gia Lai     | 1–2                                            | Sông Lam Nghệ An                                                                           | Pleiku, Gia Lai                                                       |  |
| 18:00                | - Trần Minh Vương 61' | Chi tiết VTV2, VTV5TN, On Sports+, Next Sports | - Michael Olaha 23' - Hồ Văn Cường 44' - Hồ Khắc Lương 55' - Washington Brandão 89' (l.n.) | Sân vận động: Pleiku Lượng khán giả: 4.000 Trọng tài: Trần Đình Thịnh |  |

| 14 tháng 10 năm 2022 | Sài Gòn                                                                 | 1–1                  | Viettel                                                              | Quận 10, Thành phố Hồ Chí Minh                                            |  |
| 19:15                | - Nicholas Olsen 13' (ph.đ.) - Nguyễn Văn Đạt 64' - Trần Mạnh Cường 81' | Chi tiết On Football | - Cao Trần Hoàng Hùng 10' - Geovane Magno 21' - Nguyễn Hữu Thắng 55' | Sân vận động: Thống Nhất Lượng khán giả: 4.000 Trọng tài: Nguyễn Mạnh Hải |  |

| 15 tháng 10 năm 2022 | Becamex Bình Dương                                                                                              | 0–0                  | Thành phố Hồ Chí Minh                                                         | Thủ Dầu Một, Bình Dương                                            |  |
| 17:00                | - Eydison Teofilo Soares 52' - Đoàn Tuấn Cảnh 57' - Trần Hoàng Bảo 62' - Nguyễn Trung Tín 80' - Tô Văn Vũ 90+3' | Chi tiết On Football | - Sầm Ngọc Đức 12' - Ngô Hoàng Thịnh 68' - Brendon Lucas da Silva Estevam 75' | Sân vận động: Gò Đậu Lượng khán giả: 4.000 Trọng tài: Vũ Nguyên Vũ |  |

| 15 tháng 10 năm 2022 | Hà Nội | 5–2                  | Nam Định                                        | Đống Đa, Hà Nội                                                           |  |
| 19:15                | - Nguyễn Hai Long 4' - Đoàn Văn Hậu 30' - Bùi Hoàng Việt Anh 35' - Nguyễn Văn Quyết 50' - Lucão do Break 51' - Đậu Văn Toàn 90+2' | Chi tiết On Football | - Nguyễn Đình Sơn 49' - Trần Mạnh Hùng 55', 62' | Sân vận động: Hàng Đẫy Lượng khán giả: 10.000 Trọng tài: Nguyễn Đình Thái |  |

##### Vòng 20
| 18 tháng 10 năm 2022 | SHB Đà Nẵng                                                                              | 1–0                  | Đông Á Thanh Hóa         | Quận Cẩm Lệ, Đà Nẵng                                                  |  |
| 17:00                | - Hoàng Minh Tâm 29' 85' - Võ Ngọc Toàn 78' - Nguyễn Công Nhật 84' - Phan Văn Biểu 90+6' | Chi tiết On Football | - Lê Phạm Thành Long 55' | Sân vận động: Hòa Xuân Lượng khán giả: 2.000 Trọng tài: Hoàng Ngọc Hà |  |

| 18 tháng 10 năm 2022 | Sông Lam Nghệ An                             | 1–2                     | Sài Gòn                                  | Thành phố Vinh, Nghệ An                                              |  |
| 18:00                | - Mai Sỹ Hoàng 49' - Ganiyu Bolayi Oseni 86' | Chi tiết On Sports News | - Nicholas Olsen 37' - Huỳnh Tấn Tài 84' | Sân vận động: Vinh Lượng khán giả: 2.000 Trọng tài: Nguyễn Ngọc Châu |  |

| 18 tháng 10 năm 2022 | Topenland Bình Định                                                                   | 2–1                 | Hồng Lĩnh Hà Tĩnh                                   | Quy Nhơn, Bình Định                                                    |  |
| 18:00                | - Nguyễn Xuân Nam 32' - Đỗ Văn Thuận 35' - Đặng Văn Lâm 44' - Jermie Dwayne Lynch 54' | Chi tiết On Sports+ | - Janclesio Almeida Santos 19' - Paollo Madeira 66' | Sân vận động: Quy Nhơn Lượng khán giả: 6.000 Trọng tài: Trương Hồng Vũ |  |

| 18 tháng 10 năm 2022 | Viettel                                                                | 2–0                                             | Hoàng Anh Gia Lai  | Đống Đa, Hà Nội                                                      |  |
| 19:15                | - Nguyễn Hoàng Đức 26' - Dương Văn Hào 29' 64' - Nguyễn Thanh Bình 53' | Chi tiết VTV5, VTV5TN, On Football, Next Sports | - Vũ Văn Thanh 38' | Sân vận động: Hàng Đẫy Lượng khán giả: 5.000 Trọng tài: Vũ Nguyên Vũ |  |

| 19 tháng 10 năm 2022 | Hải Phòng                                                               | 2–1                     | Becamex Bình Dương                                             | Quận Ngô Quyền, Hải Phòng                                                 |  |
| 18:00                | - Nguyễn Hải Huy 28' - Phạm Trung Hiếu 65' - Rimario Allando Gordon 90' | Chi tiết On Sports News | - Trương Dũ Đạt 7' - Nguyễn Trọng Huy 20' - Đoàn Tuấn Cảnh 49' | Sân vận động: Lạch Tray Lượng khán giả: 5.000 Trọng tài: Nguyễn Đình Thái |  |

| 19 tháng 10 năm 2022 | Thành phố Hồ Chí Minh | 0–6                                     | Hà Nội | Quận 10, Thành phố Hồ Chí Minh                                             |  |
| 19:15                | - Trần Thanh Bình 40' | Chi tiết VTV5, On Football, Next Sports | - Đậu Văn Toàn 5' - Lucão do Break 7' - Phạm Tuấn Hải 10', 50' - Nguyễn Hai Long 11' - Nguyễn Thành Chung 26' - Đoàn Văn Hậu 47' - Lê Xuân Tú 54' | Sân vận động: Thống Nhất Lượng khán giả: 5.000 Trọng tài: Nguyễn Viết Duẩn |  |

##### Vòng 21
| 22 tháng 10 năm 2022 | SHB Đà Nẵng           | 0–0                  | Hoàng Anh Gia Lai | Quận Cẩm Lệ, Đà Nẵng                                                     |  |
| 17:00                | - Lương Duy Cương 55' | Chi tiết On Football |                   | Sân vận động: Hòa Xuân Lượng khán giả: 6.000 Trọng tài: Nguyễn Đình Thái |  |

| 22 tháng 10 năm 2022 | Nam Định                                   | 0–1                                    | Đông Á Thanh Hóa                           | Thành phố Nam Định, Nam Định                                                 |  |
| 18:00                | - Mai Xuân Quyết 18' - Phạm Minh Nghĩa 33' | Chi tiết VTV5, On Sports+, Next Sports | - Zé Paulo 65' - Đinh Tiến Thành 78' 90+2' | Sân vận động: Thiên Trường Lượng khán giả: 5.000 Trọng tài: Nguyễn Viết Duẩn |  |

| 22 tháng 10 năm 2022 | Topenland Bình Định                                                            | 3–0                     | Sài Gòn        | Quy Nhơn, Bình Định                                                |  |
| 18:00                | - Lê Cao Hoài An 7' (l.n.) - Lê Tiến Anh 60' - Hendrio Araujo Dasilva 64', 68' | Chi tiết On Sports News | - Đỗ Merlo 90' | Sân vận động: Quy Nhơn Lượng khán giả: 4.000 Trọng tài: Lê Vũ Linh |  |

| 23 tháng 10 năm 2022 | Becamex Bình Dương                                                                                | 2–2                  | Hồng Lĩnh Hà Tĩnh                                                                       | Thủ Dầu Một, Bình Dương                                               |  |
| 17:00                | - Đoàn Tuấn Cảnh 6' - Wellington Adão 13' - Eydison Teofilo Soares 18' (ph.đ.) - Hà Trung Hậu 90' | Chi tiết On Football | - Paollo Madeira Oliveira 39' 65' - Janclesio Almeida Santos 45' - Nguyễn Trung Học 76' | Sân vận động: Gò Đậu Lượng khán giả: 5.000 Trọng tài: Trần Đình Thịnh |  |

| 23 tháng 10 năm 2022 | Hải Phòng | 3–2                                    | Hà Nội                     | Quận Ngô Quyền, Hải Phòng                                                         |  |
| 17:00                | - Bùi Hoàng Việt Anh 17' (l.n.) - Nguyễn Văn Minh 26' - Nguyễn Hải Huy 37' 56' - Dụng Quang Nho 73' - Châu Ngọc Quang 82' - Moses Oloya 90+4' | Chi tiết VTV5, On Sports+, Next Sports | - Phạm Tuấn Hải 45+1', 54' | Sân vận động: Lạch Tray Lượng khán giả: 22.139 Trọng tài: Kim Dae-yong (Hàn Quốc) |  |

| 23 tháng 10 năm 2022 | Thành phố Hồ Chí Minh                                                           | 2–2                  | Sông Lam Nghệ An        | Quận 10, Thành phố Hồ Chí Minh                                          |  |
| 19:15                | - Lee Nguyễn 3' (ph.đ.) - Brendon Lucas da Silva Estevam 52' - Daniel Green 58' | Chi tiết On Football | - Phan Văn Đức 50', 84' | Sân vận động: Thống Nhất Lượng khán giả: 3.000 Trọng tài: Hoàng Ngọc Hà |  |

##### Vòng 22
| 28 tháng 10 năm 2022 | Đông Á Thanh Hóa                                                                | 1–2                                     | Thành phố Hồ Chí Minh                              | Thành phố Thanh Hóa, Thanh Hóa                                                  |  |
| 17:00                | - Đàm Tiến Dũng 7' - Lê Xuân Hùng 23' - Gustavo Santos Costa 45' - Zé Paulo 86' | Chi tiết VTV5, On Football, Next Sports | - Daniel Green 48' - Atapharoy Bygrave 90+1' 90+3' | Sân vận động: Thanh Hóa Lượng khán giả: 4.000 Trọng tài: Tuan Yassin (Malaysia) |  |

| 28 tháng 10 năm 2022 | Hoàng Anh Gia Lai                                     | 1–1                 | Topenland Bình Định | Pleiku, Gia Lai                                                     |  |
| 18:00                | - Washington Brandão 57' - Vũ Văn Thanh 90+4' (ph.đ.) | Chi tiết On Sports+ | - Đỗ Thanh Thịnh 36' - Hendrio Araujo Dasilva 44' - Hồ Tấn Tài 70' - Đỗ Văn Thuận 79' - HLV Nguyễn Đức Thắng 90+6' (hết trận) | Sân vận động: Pleiku Lượng khán giả: 6.000 Trọng tài: Trần Ngọc Nhớ |  |

| 28 tháng 10 năm 2022 | Sài Gòn                 | 0–1                  | Hải Phòng                                               | Quận 10, Thành phố Hồ Chí Minh                                           |  |
| 19:15                | - Nguyễn Công Thành 82' | Chi tiết On Football | - Rimario Allando Gordon 45' (ph.đ.) - Đặng Văn Tới 54' | Sân vận động: Thống Nhất Lượng khán giả: 5.000 Trọng tài: Trương Hồng Vũ |  |

| 30 tháng 10 năm 2022 | Becamex Bình Dương                                         | 1–1                     | Nam Định                            | Thủ Dầu Một, Bình Dương                                             |  |
| 17:00                | - Wellington Adão 11' - Eydison Teofilo Soares 48' (ph.đ.) | Chi tiết On Sports News | - Rodrigo da Silva Dias 15' (ph.đ.) | Sân vận động: Gò Đậu Lượng khán giả: 5.000 Trọng tài: Hoàng Ngọc Hà |  |

| 30 tháng 10 năm 2022 | Hồng Lĩnh Hà Tĩnh | 0–0                                     | Viettel             | Thành phố Hà Tĩnh, Hà Tĩnh                                              |  |
| 18:00                |                   | Chi tiết VTV2, On Football, Next Sports | - Phan Tuấn Tài 36' | Sân vận động: Hà Tĩnh Lượng khán giả: 6.000 Trọng tài: Nguyễn Ngọc Châu |  |

| 30 tháng 10 năm 2022 | Hà Nội | 3–0                     | SHB Đà Nẵng | Đống Đa, Hà Nội                                                      |  |
| 19:15                | - Trương Văn Thái Quý 28' - Nguyễn Văn Quyết 45+2' - Lucão do Break 54' - Đỗ Hùng Dũng 72' - Lê Xuân Tú 90+4' | Chi tiết On Sports News |             | Sân vận động: Hàng Đẫy Lượng khán giả: 5.000 Trọng tài: Vũ Nguyên Vũ |  |

##### Vòng 23
| 03 tháng 11 năm 2022 | SHB Đà Nẵng                                        | 1–0                 | Sài Gòn                                                                | Quận Cẩm Lệ, Đà Nẵng                                                                   |  |
| 17:00                | - Claudir Marini Júnior 50' 88' - Võ Ngọc Toàn 80' | Chi tiết On Sports+ | - Matheus Vieira Da Silva 62' - Nguyễn Văn Đạt 65' - Huỳnh Tấn Tài 88' | Sân vận động: Hòa Xuân Lượng khán giả: 4.000 Trọng tài: Mongkolchai Pechsri (Thái Lan) |  |

| 03 tháng 11 năm 2022 | Hải Phòng          | 1–1                  | Hồng Lĩnh Hà Tĩnh                                                                                | Quận Ngô Quyền, Hải Phòng                                                 |  |
| 18:00                | - Đặng Văn Tới 28' | Chi tiết On Football | - Trần Văn Công 63' - Đinh Thanh Trung 75' (ph.đ.) - Nguyễn Trung Học 86' - Dương Quang Tuấn 88' | Sân vận động: Lạch Tray Lượng khán giả: 11.000 Trọng tài: Trần Đình Thịnh |  |

| 03 tháng 11 năm 2022 | Sông Lam Nghệ An                                                                                                   | 3–0                                  | Becamex Bình Dương | Thành phố Vinh, Nghệ An                                               |  |
| 18:00                | - Phan Văn Đức 24', 45+1' - Trần Đình Hoàng 55' - Ganiyu Bolayi Oseni 70' - Quế Ngọc Hải 74' - Hoàng Văn Khánh 83' | Chi tiết On Sports News, Next Sports |                    | Sân vận động: Vinh Lượng khán giả: 3.000 Trọng tài: Nguyễn Trung Kiên |  |

| 04 tháng 11 năm 2022 | Đông Á Thanh Hóa                  | 1–1                  | Hà Nội                                 | Thành phố Thanh Hóa, Thanh Hóa                                            |  |
| 17:00                | - Nguyễn Thái Sơn 64' - A Mít 83' | Chi tiết On Football | - Phạm Tuấn Hải 10' - Đoàn Văn Hậu 50' | Sân vận động: Thanh Hóa Lượng khán giả: 5.000 Trọng tài: Nguyễn Viết Duẩn |  |

| 04 tháng 11 năm 2022 | Hoàng Anh Gia Lai                                                   | 2–0                                              | Nam Định            | Pleiku, Gia Lai                                                        |  |
| 18:00                | - Trần Minh Vương 26' - Ahn Sae-hee 35' 90+2' - Nguyễn Văn Toàn 60' | Chi tiết VTV5TNB, VTV5TN, On Sports, Next Sports | - Phan Văn Hiếu 45' | Sân vận động: Pleiku Lượng khán giả: 5.000 Trọng tài: Nguyễn Đình Thái |  |

| 04 tháng 11 năm 2022 | Viettel                                                            | 0–0                                     | Topenland Bình Định                          | Đống Đa, Hà Nội                                                                       |  |
| 19:15                | - Jahongir Abdumominov 45' - Bùi Tiến Dũng 61' - Pedro Paulo 90+3' | Chi tiết VTV5, On Football, Next Sports | - Adriano Schmidt 86' - Đỗ Thanh Thịnh 90+3' | Sân vận động: Hàng Đẫy Lượng khán giả: 5.000 Trọng tài: Suhaizi Bin Shukri (Malaysia) |  |

##### Vòng 24
| 08 tháng 11 năm 2022 | Nam Định                | 0–1                  | Hải Phòng                                                                                | Thành phố Nam Định, Nam Định                                                |  |
| 18:00                | - Đoàn Thanh Trường 41' | Chi tiết On Football | - Nguyễn Hải Huy 43' 75' - Rimario Allando Gordon 65' - Phiên dịch Nguyễn Hoàng Lê 90+1' | Sân vận động: Thiên Trường Lượng khán giả: 12.000 Trọng tài: Trương Hồng Vũ |  |

| 08 tháng 11 năm 2022 | Hồng Lĩnh Hà Tĩnh    | 1–1                                           | Hoàng Anh Gia Lai     | Thành phố Hà Tĩnh, Hà Tĩnh                                                        |  |
| 18:00                | - Paollo Madeira 10' | Chi tiết VTV5, VTV5TN, On Sports, Next Sports | - Trần Minh Vương 44' | Sân vận động: Hà Tĩnh Lượng khán giả: 10.000 Trọng tài: Kim Jong Hyeok (Hàn Quốc) |  |

| 08 tháng 11 năm 2022 | Thành phố Hồ Chí Minh                                               | 3–0                     | SHB Đà Nẵng                                | Quận 10, Thành phố Hồ Chí Minh                                                            |  |
| 19:15                | - Lee Nguyễn 58' (ph.đ.) - Hoàng Vũ Samson 66' - Phạm Trùm Tỉnh 90' | Chi tiết On Sports News | - Võ Ngọc Toàn 57' - Lương Duy Cương 90+3' | Sân vận động: Thống Nhất Lượng khán giả: 3.000 Trọng tài: Songkran Bunmeekiart (Thái Lan) |  |

| 09 tháng 11 năm 2022 | Becamex Bình Dương | 4–2                  | Đông Á Thanh Hóa                      | Thủ Dầu Một, Bình Dương                                            |  |
| 17:00                | - Đoàn Tuấn Cảnh 7' - Trương Dũ Đạt 51' - Guy Olivier N'Diaye 63' - Trần Duy Khánh 74' - Nguyễn Tiến Linh 83' - Bùi Vĩ Hào 89' | Chi tiết On Football | - Zé Paulo 16' - Lê Quốc Phương 90+3' | Sân vận động: Gò Đậu Lượng khán giả: 3.000 Trọng tài: Vũ Nguyên Vũ |  |

| 09 tháng 11 năm 2022 | Topenland Bình Định                                               | 1–0                     | Sông Lam Nghệ An                                                | Quy Nhơn, Bình Định                                                 |  |
| 18:00                | - Nguyễn Xuân Nam 4' - Lý Công Hoàng Anh 53' - Phạm Văn Thành 62' | Chi tiết On Sports News | - Thái Bá Sang 26' 42' - Trần Văn Tiến 57' - Quế Ngọc Hải 90+1' | Sân vận động: Quy Nhơn Lượng khán giả: 5.500 Trọng tài: Ngô Duy Lân |  |

| 09 tháng 11 năm 2022 | Hà Nội                                  | 1–0                                     | Viettel | Đống Đa, Hà Nội                                                          |  |
| 19:15                | - Lucão do Break 60' - Đỗ Hùng Dũng 63' | Chi tiết VTV5, On Football, Next Sports |         | Sân vận động: Hàng Đẫy Lượng khán giả: 8.000 Trọng tài: Nguyễn Đình Thái |  |

##### Vòng 25
| 13 tháng 11 năm 2022 | Thành phố Hồ Chí Minh  | 0–0                 | Viettel                                           | Quận 10, Thành phố Hồ Chí Minh                                        |  |
| 17:00                | - Nguyễn Tăng Tiến 64' | Chi tiết On Sports+ | - Jahongir Abdumominov 40' - Bùi Duy Thường 90+3' | Sân vận động: Thống Nhất Lượng khán giả: 3.000 Trọng tài: Đỗ Thành Đệ |  |

| 13 tháng 11 năm 2022 | SHB Đà Nẵng | 0–1                     | Topenland Bình Định   | Quận Cẩm Lệ, Đà Nẵng                                                     |  |
| 17:00                |             | Chi tiết On Sports News | - Nguyễn Xuân Nam 61' | Sân vận động: Hòa Xuân Lượng khán giả: 5.000 Trọng tài: Nguyễn Ngọc Châu |  |

| 13 tháng 11 năm 2022 | Đông Á Thanh Hóa                                                                                | 2–3                                              | Hoàng Anh Gia Lai                                                                             | Thành phố Thanh Hóa, Thanh Hóa                                           |  |
| 17:00                | - Hoàng Đình Tùng 56' - Zé Paulo 68' (ph.đ.) - Lê Xuân Hùng 80' - Gustavo Sant'Ana Santos 90+3' | Chi tiết VTV5TNB, VTV5TN, Next Sports, VTVcab ON | - Trần Minh Vương 10' - Nguyễn Văn Toàn 49' - Nguyễn Phong Hồng Duy 80' - Nguyễn Tuấn Anh 87' | Sân vận động: Thanh Hóa Lượng khán giả: 3.500 Trọng tài: Trần Đình Thịnh |  |

| 13 tháng 11 năm 2022 | Hải Phòng                                                                   | 4–1                                   | Sông Lam Nghệ An                                             | Quận Ngô Quyền, Hải Phòng                                                  |  |
| 17:00                | - Nguyễn Hải Huy 10' - Joseph Mpande 22' (ph.đ.), 43' - Triệu Việt Hưng 90' | Chi tiết VTV5, Next Sports, VTVcab ON | - Trần Đình Tiến 19' - Phạm Xuân Mạnh 21' - Phan Văn Đức 62' | Sân vận động: Lạch Tray Lượng khán giả: 19.000 Trọng tài: Nguyễn Viết Duẩn |  |

| 13 tháng 11 năm 2022 | Nam Định                                                            | 3–0                | Sài Gòn                                                      | Thành phố Nam Định, Nam Định                                                         |  |
| 17:00                | - Rodrigo da Silva Dias 24', 43' (ph.đ.), 44' - Victor Mansaray 80' | Chi tiết On Sports | - Cao Văn Triền 41' - Lê Cao Hoài An 57' - Huỳnh Tấn Tài 60' | Sân vận động: Thiên Trường Lượng khán giả: 18.000 Trọng tài: Ko Hyung-jin (Hàn Quốc) |  |

| 13 tháng 11 năm 2022 | Hà Nội                                                                                   | 2–0                               | Hồng Lĩnh Hà Tĩnh      | Đống Đa, Hà Nội                                                         |  |
| 17:00                | - Lucão do Break 27' - Đậu Văn Toàn 51' - Trần Văn Kiên 65' 90' - Nguyễn Thành Chung 75' | Chi tiết On Football, Next Sports | - Dionatan Machado 86' | Sân vận động: Hàng Đẫy Lượng khán giả: 10.000 Trọng tài: Trương Hồng Vũ |  |

##### Vòng 26
| 19 tháng 11 năm 2022 | Sài Gòn                                            | 2–1                              | Becamex Bình Dương           | Quận 10, Thành phố Hồ Chí Minh                                            |  |
| 17:00                | - Nguyễn Hồng Sơn 8' - Matheus Vieira Da Silva 50' | Chi tiết On Sports+, Next Sports | - Nguyễn Trần Việt Cường 81' | Sân vận động: Thống Nhất Lượng khán giả: 3.000 Trọng tài: Trần Đình Thịnh |  |

| 19 tháng 11 năm 2022 | Hoàng Anh Gia Lai                                | 1–1                                           | Hà Nội              | Pleiku, Gia Lai                                                   |  |
| 17:00                | - Vũ Văn Thanh 74' (ph.đ.) - Nguyễn Tuấn Anh 75' | Chi tiết VTV5, VTV5TN, Next Sports, VTVcab ON | - Phạm Tuấn Hải 33' | Sân vận động: Pleiku Lượng khán giả: 4.000 Trọng tài: Đỗ Thành Đệ |  |

| 19 tháng 11 năm 2022 | Topenland Bình Định                           | 2–1                | Thành phố Hồ Chí Minh                       | Quy Nhơn, Bình Định                                                    |  |
| 17:00                | - Hendrio Araujo Dasilva 47' - Hồ Tấn Tài 61' | Chi tiết On Sports | - Nguyễn Tăng Tiến 8' - Hoàng Vũ Samson 74' | Sân vận động: Quy Nhơn Lượng khán giả: 4.000 Trọng tài: Trần Văn Trọng |  |

| 19 tháng 11 năm 2022 | Sông Lam Nghệ An                        | 2–1                                      | Nam Định | Thành phố Vinh, Nghệ An                                         |  |
| 17:00                | - Mario Arqués 22' - Trần Đình Tiến 62' | Chi tiết VTV5TNB, Next Sports, VTVcab ON | - Trần Mạnh Hùng 12' - Nguyễn Đình Sơn 48' - Trần Trung Hiếu 52' - Victor Mansaray 56' - Alisson Pereira Satana 90+2' | Sân vận động: Vinh Lượng khán giả: 3.000 Trọng tài: Lê Đức Cảnh |  |

| 19 tháng 11 năm 2022 | Hồng Lĩnh Hà Tĩnh                                    | 2–1                  | Đông Á Thanh Hóa                         | Thành phố Hà Tĩnh, Hà Tĩnh                                              |  |
| 17:00                | - Nguyễn Trung Học 4' - Janclesio Almeida Santos 38' | Chi tiết On Football | - Nguyễn Thái Sơn 7' - Lục Xuân Hưng 57' | Sân vận động: Hà Tĩnh Lượng khán giả: 8.000 Trọng tài: Nguyễn Đình Thái |  |

| 19 tháng 11 năm 2022 | Viettel                                                                                   | 3–0                     | SHB Đà Nẵng                      | Đống Đa, Hà Nội                                                      |  |
| 17:00                | - Nguyễn Hoàng Đức 4' - Geovane Magno 24' - Jahongir Abdumominov 63' - Nhâm Mạnh Dũng 76' | Chi tiết On Sports News | - Lâm Qui 61' - Phạm Văn Hữu 64' | Sân vận động: Hàng Đẫy Lượng khán giả: 3.000 Trọng tài: Vũ Phúc Hoan |  |

### Tóm tắt kết quả
| Nhà \ Khách           | BFC | ĐATH | HNFC | HPFC | HAGL | HLHT | NĐFC | SGFC | SHBĐN | SLNA | HCMC | TBĐFC | VTFC |
| --------------------- | --- | ---- | ---- | ---- | ---- | ---- | ---- | ---- | ----- | ---- | ---- | ----- | ---- |
| Becamex Bình Dương    |     | 4–2  | 0–3  | 2–2  | 1–1  | 2–2  | 1–1  | 2–1  | 2–2   | 0–1  | 0–0  | 2–3   | 2–1  |
| Đông Á Thanh Hóa      | 0–1 |      | 1–1  | 0–1  | 2–3  | 2–0  | 1–1  | 4–0  | 3–0   | 2–0  | 1–2  | 2–1   | 1–0  |
| Hà Nội                | 5–1 | 1–0  |      | 2–1  | 2–1  | 2–0  | 5–2  | 3–1  | 3–0   | 2–1  | 0–0  | 0–3   | 1–0  |
| Hải Phòng             | 2–1 | 1–1  | 3–2  |      | 1–1  | 1–1  | 2–1  | 3–1  | 1–0   | 4–1  | 4–3  | 3–1   | 1–2  |
| Hoàng Anh Gia Lai     | 2–1 | 2–0  | 1–1  | 1–2  |      | 0–0  | 2–0  | 1–1  | 1–0   | 1–2  | 1–2  | 1–1   | 2–2  |
| Hồng Lĩnh Hà Tĩnh     | 3–1 | 2–1  | 1–2  | 0–1  | 1–1  |      | 2–0  | 3–4  | 1–1   | 1–1  | 1–1  | 1–3   | 0–0  |
| Nam Định              | 0–1 | 0–1  | 1–1  | 0–1  | 0–0  | 2–0  |      | 3–0  | 2–1   | 0–1  | 2–1  | 0–2   | 1–0  |
| Sài Gòn               | 2–1 | 0–1  | 1–1  | 0–1  | 0–1  | 3–2  | 2–2  |      | 2–2   | 1–1  | 1–2  | 1–1   | 1–1  |
| SHB Đà Nẵng           | 0–4 | 1–0  | 2–1  | 0–2  | 0–0  | 1–1  | 1–0  | 1–0  |       | 3–1  | 0–0  | 0–1   | 0–2  |
| Sông Lam Nghệ An      | 3–0 | 0–0  | 1–1  | 3–0  | 2–0  | 1–0  | 2–1  | 1–2  | 2–2   |      | 2–0  | 1–2   | 0–1  |
| Thành phố Hồ Chí Minh | 1–1 | 1–0  | 0–6  | 2–1  | 0–2  | 1–2  | 0–1  | 0–2  | 3–0   | 2–2  |      | 1–2   | 0–0  |
| Topenland Bình Định   | 4–1 | 2–1  | 0–1  | 0–0  | 1–1  | 2–1  | 2–1  | 3–0  | 0–1   | 1–0  | 2–1  |       | 0–2  |
| Viettel               | 0–1 | 3–1  | 0–1  | 1–1  | 2–0  | 0–1  | 4–0  | 2–0  | 3–0   | 2–0  | 1–0  | 0–0   |      |

### Tiến trình mùa giải
| Đội ╲ Vòng            | 1 | 2 | 3 | 4 | 5 | 6 | 7 | 8 | 9 | 10 | 11 | 12 | 13 | 14 | 15 | 16 | 17 | 18 | 19 | 20 | 21 | 22 | 23 | 24 | 25 | 26 |
| --------------------- | - | - | - | - | - | - | - | - | - | -- | -- | -- | -- | -- | -- | -- | -- | -- | -- | -- | -- | -- | -- | -- | -- | -- |
| Becamex Bình Dương    | B | T | H | H | T | B | H | B | N | B  | T  | T  | B  | B  | T  | H  | B  | T  | H  | B  | H  | H  | B  | T  | N  | B  |
| Đông Á Thanh Hóa      | B | B | H | T | B | H | T | N | B | T  | H  | T  | B  | B  | T  | N  | T  | T  | B  | B  | T  | B  | H  | B  | B  | B  |
| Hà Nội                | T | T | H | H | B | T | N | T | T | T  | T  | T  | T  | H  | B  | H  | T  | N  | T  | T  | B  | T  | H  | T  | T  | H  |
| Hải Phòng             | T | T | H | H | T | B | B | T | B | B  | T  | N  | T  | T  | T  | H  | H  | H  | T  | T  | T  | T  | H  | T  | T  | N  |
| Hoàng Anh Gia Lai     | H | H | B | H | H | T | T | T | T | N  | T  | B  | B  | N  | H  | H  | H  | B  | B  | B  | H  | H  | T  | H  | T  | H  |
| Hồng Lĩnh Hà Tĩnh     | B | H | H | B | T | T | B | T | B | B  | N  | B  | T  | B  | N  | H  | B  | H  | H  | B  | H  | H  | H  | H  | B  | T  |
| Nam Định              | H | B | H | N | B | H | B | T | H | B  | T  | B  | B  | T  | T  | B  | T  | B  | B  | N  | B  | H  | B  | B  | T  | B  |
| Sài Gòn               | H | N | B | H | B | H | B | B | H | T  | B  | B  | B  | T  | H  | H  | T  | B  | H  | T  | B  | B  | B  | N  | B  | T  |
| SHB Đà Nẵng           | H | H | H | B | T | B | H | T | T | T  | B  | B  | N  | B  | B  | H  | N  | B  | H  | T  | H  | B  | T  | B  | B  | B  |
| Sông Lam Nghệ An      | T | B | T | H | N | T | T | B | T | B  | H  | T  | B  | H  | B  | H  | B  | H  | T  | B  | H  | N  | T  | B  | B  | T  |
| Thành phố Hồ Chí Minh | N | H | H | H | T | B | B | B | B | T  | B  | B  | T  | B  | B  | H  | B  | T  | H  | B  | H  | T  | N  | T  | H  | B  |
| Topenland Bình Định   | B | T | N | T | H | H | T | B | B | T  | B  | T  | T  | T  | T  | H  | B  | T  | N  | T  | T  | H  | H  | T  | T  | T  |
| Viettel               | T | B | T | H | B | N | T | B | T | B  | B  | T  | T  | T  | B  | T  | T  | H  | H  | T  | N  | H  | H  | B  | H  | T  |

### Vị trí các đội qua các vòng đấu
Bảng này liệt kê vị trí của các đội sau mỗi vòng đấu. Để duy trì diễn biến theo trình tự thời gian, bất kỳ trận đấu nào bị hoãn sẽ không được tính vào vòng đấu mà chúng được lên lịch ban đầu, và được thêm vào vòng đấu đầy đủ mà chúng được chơi ngay sau đó. Ví dụ, nếu một trận đấu nằm trong khuôn khổ vòng 16, nhưng sau đó bị hoãn và thi đấu trong khoảng thời gian giữa vòng 19 và vòng 20, thì trận đấu sẽ được thêm vào bảng xếp hạng sau vòng 19.
| Đội ╲ Vòng            | 1                  | 2  | 3  | 4  | 5  | 6  | 7  | 8  | 9  | 10 | 11 | 12 | 13 | 14 | 15 | 16 | 17 | 18 | 19 | 20 | 21 | 22 | 23 | 24 | 25 | 26 |   |
| --------------------- | ------------------ | -- | -- | -- | -- | -- | -- | -- | -- | -- | -- | -- | -- | -- | -- | -- | -- | -- | -- | -- | -- | -- | -- | -- | -- | -- | - |
| Đội ╲ Vòng            | Becamex Bình Dương | 11 | 4  | 4  | 6  | 2  | 6  | 7  | 9  | 9  | 10 | 9  | 9  | 9  | 9  | 8  | 7  | 9  | 8  | 7  | 7  | 7  | 7  | 8  | 8  | 8  | 7 |
| Nam Định              | 7                  | 10 | 10 | 11 | 12 | 12 | 12 | 11 | 11 | 12 | 11 | 11 | 12 | 11 | 9  | 10 | 8  | 9  | 9  | 11 | 10 | 11 | 12 | 12 | 11 | 12 |   |
| Hà Nội                | 8                  | 12 | 13 | 2  | 3  | 2  | 4  | 2  | 1  | 1  | 1  | 1  | 1  | 1  | 1  | 1  | 1  | 1  | 1  | 1  | 1  | 1  | 1  | 1  | 1  | 1  |   |
| Hải Phòng             | 2                  | 1  | 1  | 1  | 1  | 1  | 2  | 1  | 4  | 5  | 4  | 4  | 3  | 3  | 3  | 3  | 3  | 4  | 2  | 2  | 2  | 2  | 2  | 2  | 2  | 2  |   |
| Hoàng Anh Gia Lai     | 6                  | 7  | 9  | 9  | 10 | 8  | 6  | 4  | 3  | 3  | 2  | 3  | 6  | 6  | 6  | 6  | 5  | 7  | 8  | 8  | 8  | 8  | 7  | 7  | 5  | 6  |   |
| Hồng Lĩnh Hà Tĩnh     | 12                 | 11 | 8  | 13 | 9  | 5  | 9  | 6  | 8  | 9  | 10 | 10 | 10 | 10 | 11 | 11 | 11 | 11 | 11 | 12 | 12 | 12 | 11 | 11 | 12 | 11 |   |
| Topenland Bình Định   | 13                 | 5  | 6  | 5  | 5  | 4  | 3  | 5  | 7  | 6  | 6  | 5  | 4  | 2  | 2  | 2  | 4  | 2  | 4  | 4  | 3  | 3  | 3  | 3  | 3  | 3  |   |
| Sài Gòn               | 5                  | 8  | 12 | 12 | 13 | 13 | 13 | 13 | 13 | 13 | 13 | 13 | 13 | 13 | 13 | 13 | 12 | 13 | 13 | 10 | 11 | 13 | 13 | 13 | 13 | 13 |   |
| SHB Đà Nẵng           | 4                  | 6  | 5  | 10 | 8  | 10 | 10 | 8  | 6  | 4  | 5  | 7  | 7  | 7  | 10 | 9  | 10 | 10 | 10 | 9  | 9  | 9  | 9  | 9  | 10 | 10 |   |
| Sông Lam Nghệ An      | 3                  | 3  | 3  | 4  | 6  | 3  | 1  | 3  | 2  | 2  | 3  | 2  | 2  | 5  | 5  | 5  | 6  | 6  | 5  | 5  | 6  | 6  | 5  | 5  | 6  | 5  |   |
| Đông Á Thanh Hóa      | 10                 | 13 | 11 | 7  | 11 | 11 | 8  | 10 | 10 | 8  | 8  | 8  | 8  | 8  | 7  | 8  | 7  | 5  | 6  | 6  | 5  | 5  | 6  | 6  | 7  | 8  |   |
| Thành phố Hồ Chí Minh | 9                  | 9  | 7  | 8  | 7  | 9  | 11 | 12 | 12 | 11 | 12 | 12 | 11 | 12 | 12 | 12 | 13 | 12 | 12 | 13 | 13 | 10 | 10 | 10 | 9  | 9  |   |
| Viettel               | 1                  | 2  | 2  | 3  | 4  | 7  | 5  | 7  | 5  | 7  | 7  | 6  | 5  | 4  | 4  | 4  | 2  | 3  | 3  | 3  | 4  | 4  | 4  | 4  | 4  | 4  |   |

## Thống kê mùa giải

### Theo câu lạc bộ
| Xếp hạng                     | Câu lạc bộ                                                                     | Số lượng |
| ---------------------------- | ------------------------------------------------------------------------------ | -------- |
| CLB thắng nhiều nhất         | Hà Nội                                                                         | 15 trận  |
| CLB thắng ít nhất            | Hồng Lĩnh Hà Tĩnh, Sài Gòn                                                     | 5 trận   |
| CLB hoà nhiều nhất           | Hoàng Anh Gia Lai                                                              | 11 trận  |
| CLB hoà ít nhất              | Đông Á Thanh Hóa                                                               | 4 trận   |
| CLB thua nhiều nhất          | Nam Định                                                                       | 13 trận  |
| CLB thua ít nhất             | Hà Nội                                                                         | 3 trận   |
| Chuỗi thắng dài nhất         | Hà Nội                                                                         | 7 trận   |
| Chuỗi bất bại dài nhất       | Hải Phòng                                                                      | 14 trận  |
| Chuỗi không thắng dài nhất   | Hồng Lĩnh Hà Tĩnh                                                              | 11 trận  |
| Chuỗi thua dài nhất          | Thành phố Hồ Chí Minh, SHB Đà Nẵng, Sài Gòn                                    | 4 trận   |
| CLB ghi nhiều bàn thắng nhất | Hà Nội                                                                         | 47 bàn   |
| CLB ghi ít bàn thắng nhất    | SHB Đà Nẵng                                                                    | 18 bàn   |
| CLB lọt lưới nhiều nhất      | Sài Gòn                                                                        | 42 bàn   |
| CLB lọt lưới ít nhất         | Viettel                                                                        | 14 bàn   |
| CLB nhận thẻ vàng nhiều nhất | Nam Định                                                                       | 43 thẻ   |
| CLB nhận thẻ vàng ít nhất    | Hoàng Anh Gia Lai                                                              | 25 thẻ   |
| CLB nhận thẻ đỏ nhiều nhất   | Topenland Bình Định                                                            | 5 thẻ    |
| CLB nhận thẻ đỏ ít nhất      | Viettel, Hoàng Anh Gia Lai, Becamex Bình Dương, SHB Đà Nẵng, Hồng Lĩnh Hà Tĩnh | 0 thẻ    |

### Theo cầu thủ

#### Cầu thủ ghi bàn hàng đầu
Dưới đây là danh sách cầu thủ ghi bàn hàng đầu của giải đấu. Chỉ có các cầu thủ nằm trong top 10 với số lượng bàn thắng nhiều nhất được liệt kê trong danh sách này.
Đã có 380 bàn thắng ghi được trong 156 trận đấu, trung bình 2.44 bàn thắng mỗi trận đấu.

| Xếp hạng | Cầu thủ           | Câu lạc bộ          | Số bàn thắng |
| -------- | ----------------- | ------------------- | ------------ |
| 1        | Rimario Gordon    | Hải Phòng           | 17           |
| 2        | Phạm Tuấn Hải     | Hà Nội              | 10           |
| 3        | Nguyễn Tiến Linh  | Becamex Bình Dương  | 9            |
| 3        | Zé Paulo          | Đông Á Thanh Hóa    | 9            |
| 3        | Geovane Magno     | Viettel             | 9            |
| 6        | Lucão do Break    | Hà Nội              | 8            |
| 6        | Paollo Madeira    | Hồng Lĩnh Hà Tĩnh   | 8            |
| 6        | Jermie Lynch      | Topenland Bình Định | 8            |
| 9        | Joseph Mpande     | Hải Phòng           | 7            |
| 9        | Nguyễn Văn Toàn   | Hoàng Anh Gia Lai   | 7            |
| 9        | Janclesio Almeida | Hồng Lĩnh Hà Tĩnh   | 7            |
| 9        | Phan Văn Đức      | Sông Lam Nghệ An    | 7            |
| 9        | Hendrio Araujo    | Topenland Bình Định | 7            |

#### Bàn phản lưới nhà
| Xếp hạng | Cầu thủ             | Câu lạc bộ         | Đối thủ             | Số bàn |
| -------- | ------------------- | ------------------ | ------------------- | ------ |
| 1        | Nguyễn Anh Tài      | Becamex Bình Dương | Topenland Bình Định | 1      |
| 1        | Bùi Hoàng Việt Anh  | Hà Nội             | Hải Phòng           | 1      |
| 1        | Washington Brandão  | Hoàng Anh Gia Lai  | Sông Lam Nghệ An    | 1      |
| 1        | Janclesio Almeida   | Hồng Lĩnh Hà Tĩnh  | Nam Định            | 1      |
| 1        | Đỗ Merlo            | Sài Gòn            | Hồng Lĩnh Hà Tĩnh   | 1      |
| 1        | Lê Cao Hoài An      | Sài Gòn            | Topenland Bình Định | 1      |
| 1        | Nguyễn Quốc Long    | Sài Gòn            | Hải Phòng           | 1      |
| 1        | Cao Trần Hoàng Hùng | Viettel            | Đông Á Thanh Hóa    | 1      |
| 1        | Nguyễn Thanh Bình   | Viettel            | Nam Định            | 1      |

#### Ghi hat-trick
| Cầu thủ               | Câu lạc bộ          | Đối thủ | Kết quả | Ngày                 |
| --------------------- | ------------------- | ------- | ------- | -------------------- |
| Rodrigo da Silva Dias | Nam Định            | Sài Gòn | 3–0 (H) | 13 tháng 11 năm 2022 |
| Rafaelson             | Topenland Bình Định | Hà Nội  | 3–0 (A) | 2 tháng 9 năm 2022   |

- Ghi chú:

4: ghi 4 bàn; (H) – Sân nhà; (A) – Sân khách

#### Số trận giữ sạch lưới
Dưới đây là danh sách thủ môn có từ 5 trận giữ sạch lưới trở lên trong suốt giải.
| Xếp hạng | Thủ môn           | Câu lạc bộ          | Số trận giữ sạch lưới |
| -------- | ----------------- | ------------------- | --------------------- |
| 1        | Trần Nguyên Mạnh  | Viettel             | 9                     |
| 2        | Nguyễn Thanh Diệp | Đông Á Thanh Hóa    | 7                     |
| 2        | Nguyễn Đình Triệu | Hải Phòng           | 7                     |
| 2        | Nguyễn Văn Hoàng  | Sông Lam Nghệ An    | 7                     |
| 2        | Đặng Văn Lâm      | Topenland Bình Định | 7                     |
| 6        | Nguyễn Văn Công   | Hà Nội              | 5                     |
| 6        | Huỳnh Tuấn Linh   | Hoàng Anh Gia Lai   | 5                     |

## Khán giả và tổ chức trận đấu
Mùa giải này, ban tổ chức đã xây dựng bộ quy tắc hướng dẫn tổ chức thi đấu trong bối cảnh dịch COVID-19. Theo đó, tất cả thành viên tham gia trận đấu (cầu thủ, ban lãnh đạo, giám sát, trọng tài...) được yêu cầu phải xét nghiệm COVID-19 1 ngày trước khi trận đấu diễn ra; những ai có kết quả âm tính sẽ được vào sân làm nhiệm vụ và thi đấu. Trong một trận đấu, nếu một đội bóng không đủ đội hình để thi đấu thì trận đấu đó sẽ được hoãn lại và dời sang một thời điểm thích hợp.
Tùy vào ban tổ chức trận đấu và tình hình dịch bệnh tại địa phương, các trận đấu có thể được tổ chức trong điều kiện không khán giả, hạn chế số lượng khán giả hay mở cửa toàn bộ. Khán giả đến sân phải chấp hành quy định 5K của Chính phủ, được sát khuẩn tay và đo nhiệt độ trước khi vào sân.

### Tổng số khán giả
| CLB                   | Tr  | Vòng 1 | Vòng 2 | Vòng 3 | Vòng 4 | Vòng 5 | Vòng 6 | Vòng 7 | Vòng 8 | Vòng 9 | Vòng 10 | Vòng 11 | Vòng 12 | Vòng 13 | Vòng 14 | Vòng 15 | Vòng 16 | Vòng 17 | Vòng 18 | Vòng 19 | Vòng 20 | Vòng 21 | Vòng 22 | Vòng 23 | Vòng 24 | Vòng 25 | Vòng 26 | Tổng cộng | TB     |
| --------------------- | --- | ------ | ------ | ------ | ------ | ------ | ------ | ------ | ------ | ------ | ------- | ------- | ------- | ------- | ------- | ------- | ------- | ------- | ------- | ------- | ------- | ------- | ------- | ------- | ------- | ------- | ------- | --------- | ------ |
| Becamex Bình Dương    | 12  | 6.000  |        |        | 6.000  |        |        | 3.000  |        | Nghỉ   | 6.200   |         | 3.000   | 7.000   |         | 6.000   | 8.500   |         |         | 4.000   |         | 5.000   | 5.000   |         | 3.000   | Nghỉ    |         | 62.700    | 5.225  |
| Đông Á Thanh Hóa      | 12  |        | 3.500  |        | 4.000  |        | 5.000  | 4.000  | Nghỉ   |        | 7.000   |         | 4.000   |         |         | 7.000   | Nghỉ    | 5.000   |         | 8.000   |         |         | 4.000   | 5.000   |         | 3.500   |         | 60.000    | 5.000  |
| Hà Nội                | 12  | 4.000  |        |        | 5.000  |        | 12.500 | Nghỉ   | 5.000  |        | 10.000  |         | 14.000  |         |         | 9.000   |         | 3.000   | Nghỉ    | 10.000  |         |         | 5.000   |         | 8.000   | 10.000  |         | 95.500    | 7.958  |
| Hải Phòng             | 12  |        | 10.000 | 17.500 |        | 4.000  |        | 6.000  | 7.000  |        |         | 0       | Nghỉ    |         | 6.000   |         |         | 9.000   |         |         | 5.000   | 22.139  |         | 11.000  |         | 19.000  | Nghỉ    | 116.639   | 9.719  |
| Hoàng Anh Gia Lai     | 12  |        | 0      |        | 0      |        | 8.000  |        | 8.000  | 10.000 | Nghỉ    |         |         | 10.000  | Nghỉ    | 9.000   |         |         | 6.000   | 4.000   |         |         | 6.000   | 5.000   |         |         | 4.000   | 70.000    | 5.833  |
| Hồng Lĩnh Hà Tĩnh     | 12  | 1.000  |        |        | 2.000  |        | 6.000  |        |        | 6.000  | 5.000   | Nghỉ    |         | 5.000   |         | Nghỉ    | 6.500   |         | 5.000   | 3.000   |         |         | 6.000   |         | 10.000  |         | 8.000   | 63.500    | 5.291  |
| Nam Định              | 12  | 10.000 |        | 19.000 | Nghỉ   | 10.000 |        |        | 11.000 |        |         | 8.000   | 12.000  |         | 10.000  |         |         | 7.000   | 10.000  |         | Nghỉ    | 5.000   |         |         | 12.000  | 18.000  |         | 132.000   | 11.000 |
| Sài Gòn               | 12  | 3.000  | Nghỉ   |        | 6.000  |        | 4.500  |        |        | 2.500  |         | 7.000   |         | 3.000   | 3.500   |         | 3.000   |         | 3.000   | 4.000   |         |         | 5.000   |         | Nghỉ    |         | 3.000   | 47.500    | 3.958  |
| SHB Đà Nẵng           | 12  |        | 5.000  | 5.000  |        | 5.000  |        |        | 4.800  |        | 5.000   |         | 8.000   | Nghỉ    |         | 3.000   |         | Nghỉ    | 5.000   |         | 2.000   | 6.000   |         | 4.000   |         | 5.000   |         | 57.800    | 4.816  |
| Sông Lam Nghệ An      | 12  |        | 4.000  | 4.000  |        | Nghỉ   | 7.000  | 10.000 |        | 10.000 |         | 10.000  |         |         | 16.000  |         | 5.000   | 3.000   |         |         | 2.000   |         | Nghỉ    | 3.000   |         |         | 3.000   | 77.000    | 6.416  |
| Thành phố Hồ Chí Minh | 12  | Nghỉ   |        | 5.000  |        | 4.000  |        | 7.000  | 2.000  |        | 4.000   |         | 4.500   |         |         | 4.000   |         | 2.500   |         |         | 5.000   | 3.000   |         | Nghỉ    | 3.000   | 3.000   |         | 47.000    | 3.916  |
| Topenland Bình Định   | 12  | 11.000 |        | Nghỉ   |        | 16.000 |        | 10.000 |        | 7.000  |         | 14.000  |         | 7.000   | 5.500   |         | 10.000  |         |         | Nghỉ    | 6.000   | 4.000   |         |         | 5.500   |         | 4.000   | 100.000   | 8.333  |
| Viettel               | 12  |        | 5.000  | 3.000  |        | 2.000  | Nghỉ   |        |        | 4.000  |         | 3.000   |         | 8.000   | 5.000   |         | 5.000   |         | 6.000   |         | 5.000   | Nghỉ    |         | 5.000   |         |         | 3.000   | 54.000    | 4.500  |
| Tổng cộng             | 156 | 35.000 | 27.500 | 53.500 | 23.000 | 41.000 | 43.000 | 40.000 | 37.800 | 39.500 | 37.200  | 42.000  | 45.500  | 40.000  | 46.000  | 38.000  | 38.000  | 29.500  | 35.000  | 33.000  | 25.000  | 45.139  | 31.000  | 33.000  | 41.500  | 58.500  | 25.000  | 983.639   | 37.832 |
| Trung bình            | 12  | 5.833  | 4.583  | 8.916  | 3.833  | 6.833  | 7.166  | 6.666  | 6.300  | 6.583  | 6.200   | 7.000   | 7.583   | 6.666   | 7.666   | 6.533   | 6.533   | 4.916   | 5.833   | 5.500   | 4.166   | 7.523   | 5.166   | 5.500   | 6.916   | 9.750   | 4.166   | 164.330   | 6.305  |

## Các giải thưởng

### Giải thưởng tháng
| Tháng    | CLB xuất sắc nhất tháng | HLV xuất sắc nhất tháng                | Cầu thủ xuất sắc nhất tháng         | Bàn thắng đẹp nhất tháng                | TK     |
| -------- | ----------------------- | -------------------------------------- | ----------------------------------- | --------------------------------------- | ------ |
| Tháng 3  | Hải Phòng               | Chu Đình Nghiêm (Hải Phòng)            | Rimario Gordon (Hải Phòng)          | Phan Văn Đức (Sông Lam Nghệ An)         | [ 11 ] |
| Tháng 7  | Hoàng Anh Gia Lai       | Kiatisuk Senamuang (Hoàng Anh Gia Lai) | Nguyễn Văn Toàn (Hoàng Anh Gia Lai) | Phan Văn Đức (Sông Lam Nghệ An)         | [ 12 ] |
| Tháng 8  | Hà Nội                  | Chun Jae-ho (Hà Nội)                   | Nguyễn Văn Quyết (Hà Nội)           | Ngô Hoàng Thịnh (Thành phố Hồ Chí Minh) | [ 13 ] |
| Tháng 9  | Topenland Bình Định     | Nguyễn Đức Thắng (Topenland Bình Định) | Nguyễn Hoàng Đức (Viettel)          | Nguyễn Hoàng Đức (Viettel)              | [ 14 ] |
| Tháng 10 | Hải Phòng               | Chu Đình Nghiêm (Hải Phòng)            | Phạm Tuấn Hải (Hà Nội)              | Phạm Tuấn Hải (Hà Nội)                  | [ 15 ] |

### Giải thưởng chung cuộc
Được trao tại lễ trao giải V.League Awards 2022.
| Giải bóng đá Vô địch Quốc gia 2022 Nhà vô địch |
| ---------------------------------------------- |
| Hà Nội Lần thứ 6                               |

Được trao trong lễ trao giải V.League Awards 2022 vào ngày 1 tháng 12 năm 2022.

#### Giải thưởng xếp hạng toàn giải
| Câu lạc bộ vô địch | Câu lạc bộ giải nhì | Câu lạc bộ giải ba  |
| ------------------ | ------------------- | ------------------- |
| Hà Nội             | Hải Phòng           | Topenland Bình Định |

#### Giải thưởng bình chọn toàn giải
| Giải thưởng                                     | Người chiến thắng                                                                        |
| ----------------------------------------------- | ---------------------------------------------------------------------------------------- |
| Giải phong cách                                 | Viettel                                                                                  |
| Câu lạc bộ đào tạo trẻ tốt nhất mùa giải        | SHB Đà Nẵng                                                                              |
| Ban tổ chức trận đấu tốt nhất mùa giải          | Becamex Bình Dương Đông Á Thanh Hóa Hồng Lĩnh Hà Tĩnh Topenland Bình Định                |
| Câu lạc bộ có mặt sân thi đấu tốt nhất mùa giải | Đông Á Thanh Hóa Hà Nội Hải Phòng Hồng Lĩnh Hà Tĩnh Sông Lam Nghệ An Topenland Bình Định |
| Huấn luyện viên xuất sắc nhất mùa giải          | Chu Đình Nghiêm (Hải Phòng)                                                              |
| Cầu thủ xuất sắc nhất mùa giải                  | Nguyễn Văn Quyết (Hà Nội)                                                                |
| Cầu thủ trẻ xuất sắc nhất mùa giải              | Nguyễn Phi Hoàng (SHB Đà Nẵng)                                                           |
| Bàn thắng đẹp nhất mùa giải                     | Phạm Tuấn Hải (Hà Nội)                                                                   |

#### Đội hình tiêu biểu
| Đội hình tiêu biểu Night Wolf V.League 1 - 2022 | Đội hình tiêu biểu Night Wolf V.League 1 - 2022 | Đội hình tiêu biểu Night Wolf V.League 1 - 2022 | Đội hình tiêu biểu Night Wolf V.League 1 - 2022 | Đội hình tiêu biểu Night Wolf V.League 1 - 2022 | Đội hình tiêu biểu Night Wolf V.League 1 - 2022 | Đội hình tiêu biểu Night Wolf V.League 1 - 2022 | Đội hình tiêu biểu Night Wolf V.League 1 - 2022 | Đội hình tiêu biểu Night Wolf V.League 1 - 2022 | Đội hình tiêu biểu Night Wolf V.League 1 - 2022 | Đội hình tiêu biểu Night Wolf V.League 1 - 2022 | Đội hình tiêu biểu Night Wolf V.League 1 - 2022 | Đội hình tiêu biểu Night Wolf V.League 1 - 2022 |
| ----------------------------------------------- | ----------------------------------------------- | ----------------------------------------------- | ----------------------------------------------- | ----------------------------------------------- | ----------------------------------------------- | ----------------------------------------------- | ----------------------------------------------- | ----------------------------------------------- | ----------------------------------------------- | ----------------------------------------------- | ----------------------------------------------- | ----------------------------------------------- |
| Thủ môn                                         | Trần Nguyên Mạnh (Viettel)                      | Trần Nguyên Mạnh (Viettel)                      | Trần Nguyên Mạnh (Viettel)                      | Trần Nguyên Mạnh (Viettel)                      | Trần Nguyên Mạnh (Viettel)                      | Trần Nguyên Mạnh (Viettel)                      | Trần Nguyên Mạnh (Viettel)                      | Trần Nguyên Mạnh (Viettel)                      | Trần Nguyên Mạnh (Viettel)                      | Trần Nguyên Mạnh (Viettel)                      | Trần Nguyên Mạnh (Viettel)                      | Trần Nguyên Mạnh (Viettel)                      |
| Hậu vệ                                          | Hồ Tấn Tài (Topenland Bình Định)                | Hồ Tấn Tài (Topenland Bình Định)                | Hồ Tấn Tài (Topenland Bình Định)                | Nguyễn Thành Chung (Hà Nội)                     | Nguyễn Thành Chung (Hà Nội)                     | Nguyễn Thành Chung (Hà Nội)                     | Nguyễn Thanh Bình (Viettel)                     | Nguyễn Thanh Bình (Viettel)                     | Nguyễn Thanh Bình (Viettel)                     | Đàm Tiến Dũng (Đông Á Thanh Hóa)                | Đàm Tiến Dũng (Đông Á Thanh Hóa)                | Đàm Tiến Dũng (Đông Á Thanh Hóa)                |
| Tiền vệ                                         | Đỗ Hùng Dũng (Hà Nội)                           | Đỗ Hùng Dũng (Hà Nội)                           | Đỗ Hùng Dũng (Hà Nội)                           | Đỗ Hùng Dũng (Hà Nội)                           | Đỗ Hùng Dũng (Hà Nội)                           | Nguyễn Hoàng Đức (Viettel)                      | Nguyễn Hoàng Đức (Viettel)                      | Nguyễn Hoàng Đức (Viettel)                      | Nguyễn Hoàng Đức (Viettel)                      | Nguyễn Hoàng Đức (Viettel)                      | Nguyễn Hải Huy (Hải Phòng)                      | Nguyễn Hải Huy (Hải Phòng)                      |
| Tiền đạo                                        | Nguyễn Văn Quyết (Hà Nội)                       | Nguyễn Văn Quyết (Hà Nội)                       | Nguyễn Văn Quyết (Hà Nội)                       | Nguyễn Văn Quyết (Hà Nội)                       | Nguyễn Văn Quyết (Hà Nội)                       | Rimario Gordon (Hải Phòng)                      | Rimario Gordon (Hải Phòng)                      | Rimario Gordon (Hải Phòng)                      | Rimario Gordon (Hải Phòng)                      | Rimario Gordon (Hải Phòng)                      | Phạm Tuấn Hải (Hà Nội)                          | Phạm Tuấn Hải (Hà Nội)                          |

#### Giải thưởng bình chọn toàn giải cho trọng tài
| Vị trí           | Giải thưởng | Người chiến thắng |
| ---------------- | ----------- | ----------------- |
| Trọng tài        | Giải vàng   | Nguyễn Đình Thái  |
| Trọng tài        | Giải bạc    | Vũ Nguyên Vũ      |
| Trọng tài        | Giải đồng   | Nguyễn Trung Kiên |
| Trợ lý trọng tài | Giải vàng   | Phạm Hoài Tâm     |
| Trợ lý trọng tài | Giải bạc    | Nguyễn Thành Sơn  |
| Trợ lý trọng tài | Giải đồng   | Trần Duy Khánh    |

## Tranh cãi và sự cố

### Liên quan đếntrọng tài

#### Trọng tàithay đổi quyết định sau khi xem lại màn hình trên sân
Trong trận đấu giữa Hải Phòng và Nam Định ở vòng 2, khi Triệu Việt Hưng đưa bóng vào lưới Nam Định nâng tỉ số lên 2-0 cho Hải Phòng, trọng tài Trần Đình Thịnh đã công nhận bàn thắng của cầu thủ này. Tuy nhiên, sau khi xem lại tình huống trên màn hình lớn được lắp tại sân cùng với sự trao đổi với trọng tài biên, trọng tài đã đảo ngược quyết định, không công nhận bàn thắng của Việt Hưng khi cho rằng cầu thủ này đã để bóng chạm tay trước đó. Cuối trận, Hải Phòng vẫn giành chiến thắng với tỉ số 2-1.
Sau trận đấu, huấn luyện viên Chu Đình Nghiêm bức xúc: "Trong bóng đá quyết định là quyền của trọng tài nhưng không thể xem lại trên màn hình chiếu tại sân để đưa ra quyết định. Nếu sử dụng VAR mới được phép thay đổi quyết định. Nhưng khi không sử dụng VAR, chỉ xem lại màn hình mà thay đổi quyết định thì chúng tôi đã bị tước đi 1 bàn thắng. Tôi không nói đúng hay không đúng, có thể là trọng tài sai lầm nhưng không được phép "bẻ còi" khi đã công nhận bàn thắng cho Hải Phòng." Trưởng Ban trọng tài VFF Dương Văn Hiền cho biết: "Trong 1 trận đấu cả tổ trọng tài sẽ phải hỗ trợ nhau để đưa ra các tình huống chính xác nhất, có thể trọng tài chính không nhìn thấy tình huống phạm lỗi nhưng trợ lý thấy có thể hỗ trợ lại [...] Vì chưa có VAR nên trợ lý sẽ trợ, miễn sao cho đúng [...]. Ngay tại vòng loại thứ 3 World Cup 2022 có những tài giỏi chuyên môn, cấp cao củaFIFA, người ta vẫn có những sai sót ảnh hưởng đến kết quả."

#### Trọng tàithổipenaltykhi cầu thủ phạm lỗi ngoài vòng cấm
Trong trận đấu giữa Becamex Bình Dương và Hải Phòng tại vòng 4, ở phút 79, Bùi Vĩ Hào khi đi bóng đã bị Vũ Ngọc Thịnh phạm lỗi và ngã vào trong khu vực vòng cấm của Hải Phòng. Trọng tài chính Mai Xuân Hùng lập tức thổi phạt Vũ Ngọc Thịnh và cho Becamex Bình Dương hưởng phạt đền. Quả phạt đền được thực hiện thành công, kết quả trận đấu là 2-2. Tuy nhiên, các góc máy truyền hình cho thấy tình huống này dường như đã diễn ra bên ngoài vòng cấm địa, khiến nhiều cổ động viên cho rằng quyết định thổi phạt đền của trọng tài là không chính xác, làm Hải Phòng mất "oan" một trận thắng.
Huấn luyện viên Chu Đình Nghiêm quy trách nhiệm sai sót này cho "trình độ trọng tài, trọng tài không bám sát, không theo kịp tình huống". Trưởng Ban trọng tài Dương Văn Hiền cho biết: "Trọng tài đứng xa, nhìn sau lưng theo trục dọc, dẫn tới nhận định sai, khi cầu thủ B.Bình Dương bị phạm lỗi bên ngoài nhưng ngã vào trong vòng cấm. Nhưng đây không thể là lý do biện hộ. Để dẫn tới sai lầm này là do trọng tài chủ quan, không di chuyển theo bóng. Đáng trách nhất trong sai lầm này là trợ lý Nguyễn Thành Trung. Cậu ấy đứng ngang bóng, quan sát tốt, hoàn toàn có thể xác định được điểm phạm lỗi để tư vấn cho trọng tài chính."

#### Trọng tàikhông thổiviệt vịGeovane, không công nhậnbàn thắngqua vạchvôicủaViettel
Trong trận đấu giữa Viettel và Hồng Lĩnh Hà Tĩnh tại vòng 5, vào phút 75, khi bóng đập vào chân Geovane Magno đi qua vạch vôi cầu môn trước khi bị Janclesio phá bóng ra ngoài, trọng tài chính Nguyễn Mạnh Hải đã không công nhận bàn thắng, vẫn cho trận đấu tiếp tục. Tuy nhiên, trong một tình huống trước đó, Geovane đã rơi vào thế việt vị nhưng trọng tài biên Ngô Quốc Toản lại không phất cờ dù đứng ở góc quan sát thuận lợi. Hồng Lĩnh Hà Tĩnh có chiến thắng 1-0 chung cuộc.
Sau trận đấu, huấn luyện viên Trương Việt Hoàng chia sẻ: "Tôi chưa xem lại nhưng bóng qua vạch vôi. Trong bóng đá thì quyết định tất cả do trọng tài nên rất khó. Sau tình huống đó thì các cầu thủ mất tinh thần. Họ phản ứng như vậy thì tôi nghĩ là có bàn thắng." Trưởng Ban trọng tài Dương Văn Hiền cho biết: "Trợ lý Quốc Toản chắc chắn sẽ bị kỷ luật do mắc lỗi nghiêm trọng trong trận đấu giữa Viettel với CLB Hà Tĩnh ở vòng 5. Tuy nhiên theo nguyên tắc của FIFA, chúng tôi không thể công bố mức độ xử phạt. Mặc dù lỗi này không ảnh hưởng đến kết quả trận đấu nhưng đó vẫn là sai sót chuyên môn."

#### Trọng tàicông nhậnbàn thắngbằng tay
Trong trận đấu giữa Sài Gòn và Topenland Bình Định tại vòng 6, vào phút thứ 9, khi Nguyễn Xuân Nam dùng tay đưa bóng vào lưới Sài Gòn, trọng tài Nguyễn Ngọc Châu cho rằng Xuân Nam đánh đầu ghi bàn và công nhận bàn thắng, khiến Sài Gòn phải chia điểm với Topenland Bình Định trên sân nhà.
Sau trận, trưởng Ban trọng tài Dương Văn Hiền nói rằng đó là một tình huống diễn tiến nhanh, và trọng tài chính đã không theo kịp tình huống dẫn đến quyết định sai lầm khi công nhận bàn thắng. "Xem xét tình huống này từ vị trí quan sát của trọng tài chính, có thể thấy trọng tài không ở vị trí thuận lợi, tầm nhìn bị che khuất khi cùng lúc có nhiều cầu thủ nhảy lên đánh đầu, hành vi cầu thủ dùng tay chơi bóng bị che khuất, khó quan sát. Mặc dù tình huống này trọng tài cũng đã có trao đổi qua bộ đàm cùng với trợ lý, tuy nhiên trợ lý trọng tài cũng ở vị trí xa, khó quan sát. Đối với sai lầm của trọng tài chính Nguyễn Ngọc Châu, Ban Trọng tài chắc chắn sẽ có hình thức xử lý kỷ luật.", ông Hiền cho biết.

#### Trọng tàimắc nhiều lỗi sai trong trận đấu giữaHà NộivàHoàng Anh Gia Lai
Trong trận đấu giữa Hà Nội và Hoàng Anh Gia Lai tại vòng 12, vào phút thứ 33, khi Đỗ Duy Mạnh đạp vào chân Bruno Henrique trong vòng cấm của Hà Nội, trọng tài Ngô Duy Lân đã cho trận đấu tiếp tục, không cho Hoàng Anh Gia Lai hưởng phạt đền. Sau đó 3 phút, khi thủ môn Huỳnh Tuấn Linh có tác động từ phía sau đối với Tonći Mujan trong vòng cấm của Hoàng Anh Gia Lai, tuy nhiên, trọng tài tiếp tục xua tay, bỏ qua quả phạt đền của Hà Nội. Cuối hiệp 1, sau khi bị Đoàn Văn Hậu truy cản đường lên bóng, trước khi đứng dậy, Vũ Văn Thanh đã dùng chân kéo để Văn Hậu ngã theo, nhưng trọng tài chỉ thổi phạt đối với cầu thủ của Hà Nội. Đến hiệp 2, Hoàng Anh Gia Lai tiếp tục gặp may mắn khi Nguyễn Phong Hồng Duy được thoát thẻ đỏ sau khi đánh củi trỏ vào thủ quân Nguyễn Văn Quyết của Hà Nội. Trước đó, Hồng Duy cũng có vài lần phạm lỗi nguy hiểm với Tonći Mujan nhưng đều được trọng tài bỏ qua.
Sau khi mắc sai sót trong trận đấu, trọng tài Ngô Duy Lân đã được tạm nghỉ ở vòng đấu tiếp theo.

#### Trọng tài cho hưởngphạt đềnsau khi cầu thủ đối phương chạm tay trong vòng cấm khi làm hàng rào
Trong trận đấu giữa Sài Gòn và Đông Á Thanh Hóa tại vòng 18, vào phút thứ 87, khi Nguyễn Trọng Hùng chạm tay trong vòng cấm khi đứng làm hàng rào ngăn cản cú đá phạt của Sài Gòn, trọng tài Ngô Duy Lân đã cho Sài Gòn được hưởng quả phạt đền. Tuy nhiên, theo luật FIFA, Trọng Hùng chỉ phản xạ xoay người né bóng khi nhảy lên và bóng đập trúng tay chứ không phải cố tình dùng tay chơi bóng, vì thế quả penalty là không chính xác. Rất may cho Đông Á Thanh Hóa khi thủ môn Nguyễn Thanh Diệp cản được quả phạt đền của Matheus Vieira, giữ lại tỷ số 1-0 cho đội khách.
Sau khi mắc sai sót trên, trọng tài Ngô Duy Lân đã không được phân công trong trận đấu tiếp theo.

#### Trọng tài bỏ qua một quả phạt đền của Topenland Bình Định
Trong trận đấu giữa Nam Định và Topenland Bình Định tại vòng 18, vào phút thứ 53, khi Phạm Minh Nghĩa phạm lỗi với Hồ Tấn Tài trong vòng cấm của Nam Định, trọng tài Nguyễn Viết Duẩn dù có góc theo dõi thuận lợi nhưng cũng không cho Topenland Bình Định hưởng quả phạt đền.
Dù mắc phải sai lầm khá nghiêm trọng, trọng tài Viết Duẩn chỉ bị đẩy xuống làm nhiệm vụ tại giải hạng Nhất trong 1 vòng, tại trận cầu tâm điểm giữa Quảng Nam và Công An Nhân Dân.

#### Trọng tài thổi sai phạt đền cho Sài Gòn
Trong trận đấu giữa Sài Gòn và Viettel tại vòng 19, vào phút 13, khi trọng tài Nguyễn Mạnh Hải cho rằng Cao Trần Hoàng Hùng phạm lỗi với Huỳnh Tấn Tài trong vòng cấm, ông đã cho Sài Gòn được hưởng quả phạt đền. Tuy nhiên, sau khi xem lại băng hình, ban trọng tài cho rằng trọng tài Nguyễn Mạnh Hải đã nhận định sai trong pha va chạm giữa Tấn Tài với Hoàng Hùng.
Sau tình huống trên, trọng tài Mạnh Hải đã không được phân công tại vòng đấu 20.

#### Trọng tài cho Hoàng Anh Gia Lai 2 quả phạt đền gây tranh cãi
Trong trận đấu giữa Hoàng Anh Gia Lai và Topenland Bình Định tại vòng 22, vào phút 19, trọng tài Trần Ngọc Nhớ nhận định rằng Hà Đức Chinh đã phạm lỗi với Vũ Văn Thanh trong vòng cấm và cho Hoàng Anh Gia Lai hưởng quả phạt đền, tuy nhiên may mắn đã đến với đội khách khi Đặng Văn Lâm đã bắt được cú đá panenka của Nguyễn Công Phượng. Đến phút thứ 90+4, khi Trần Minh Vương ngã trong vòng cấm của Topenland Bình Định, trọng tài Trần Ngọc Nhớ tiếp tục chỉ tay vào chấm phạt đền cho Hoàng Anh Gia Lai khi cho rằng Nguyễn Tiến Duy đã có tác động với Minh Vương, thậm chí còn rút thẻ đỏ cho huấn luyện viên Nguyễn Đức Thắng của Topenland Bình Định vì cho rằng ông có những phản ứng thái quá. Lần này, Văn Lâm đã không thể cản được quả penalty, khiến Topenland Bình Định phải chấp nhận bị chia điểm trên sân Pleiku.
Sau trận đấu, huấn luyện viên Đức Thắng phát biểu rằng việc ông phải nhận thẻ đỏ cuối trận là xứng đáng và chấp nhận với điều đó. Nói về hai quả phạt đền Bình Định phải chịu trong trận này, ông Thắng cho rằng: "Quả đầu tiên không hoàn toàn chính xác 100%, nhưng ở tình huống thổi phạt thứ 2, tôi phải nói thẳng, trọng tài đã tặng cho đội chủ nhà 1 điểm. Tôi phải nói từ tặng bởi công tác trọng tài hôm nay có quá nhiều vấn đề." Tiền vệ Đỗ Văn Thuận cũng bày tỏ sự không hài lòng với công tác trọng tài và cho rằng không có ai bị va chạm ở quả phạt đền thứ hai. Chia sẻ của Văn Thuận trái ngược với những gì Minh Vương đã viết lên trang cá nhân của mình sau trận, rằng anh đã cảm nhận bị tác động và ngã trong vòng 16m50 cũng như không gặp và không nói bất cứ điều gì với trọng tài. Ở chiều ngược lại, huấn luyện viên Kiatisuk Senamuang của Hoàng Anh Gia Lai lại cho rằng trọng tài đã quyết định chính xác, đồng thời đưa ra dẫn chứng về việc Hoàng Anh Gia Lai cũng bị bỏ qua những tình huống ngã trong vòng cấm của Văn Toàn hay cầu thủ khác ở nhiều trận trước đó.
Trong khi đó, trưởng Ban trọng tài Dương Văn Hiền thì nhận định rằng trọng tài đã nhận định sai khi thổi penalty cho câu lạc bộ Bình Định: "Minh Vương tự vấp ngã, nhưng do cầu thủ này đi bóng giữa hai cầu thủ của Bình Định rồi ngã nên trọng tài đã nhận định và thổi 11m. Trọng tài ở gần, nhưng góc quan sát không thuận lợi nên đã quyết định sai." Sau khi mắc phải sai lầm nghiêm trọng trên, trọng tài Ngọc Nhớ đã được cho nghỉ hết 4 vòng đấu còn lại của V.League 2022.

### Liên quan đến khán giả, cổ động viên

#### Cổ động viênHải Phòngnhổ nước bọt vào mặttrọng tài
Trong trận đấu giữa Hải Phòng và Topenland Bình Định ở vòng 8, khi tổ trọng tài đang làm thủ tục hoàn tất trận đấu, một cổ động viên của Hải Phòng có tên Trần Tiền Dũng đã tiến đến, túm cổ và nhổ nước bọt vào mặt trọng tài chính Hoàng Ngọc Hà. Vị trọng tài này cho rằng người gây sự từng làm việc ở câu lạc bộ Hải Phòng, trong khi theo giải trình của ban tổ chức sân Lạch Tray, người này là một khán giả, không phải nhân viên câu lạc bộ. Ông Hoàng Ngọc Hà cũng cho biết công tác an ninh của sân không tốt và mong muốn tình hình được cải thiện để các trọng tài yên tâm làm nhiệm vụ.
Hành động của Trần Tiền Dũng đã gây ảnh hưởng tiêu cực tới hình ảnh của giải đấu nói riêng và bóng đá Việt Nam nói chung. Chủ tịch câu lạc bộ Hải Phòng, ông Văn Trần Hoàn cho rằng sự việc xảy ra nằm ngoài ý muốn của ban lãnh đạo đội nhưng đây vẫn là trách nhiệm của đội bóng. Trưởng Ban kỷ luật VFF Vũ Xuân Thành khẳng định hành vi này có thể vượt qua cả các hình thức xử lý của bóng đá, bởi "cổ động viên này đã xúc phạm tới nhân phẩm và danh dự với trọng tài Hoàng Ngọc Hà, đó là chưa kể việc nhổ nước bọt vào mặt người khác như vậy vi phạm quy định phòng chống dịch." Bản thân ông Dũng sau đó cũng bày tỏ sự hối lỗi với việc làm của mình: "Tôi thừa nhận đã sai khi phản ứng như vậy. Ngay sau sự cố, tôi đã điện thoại xin lỗi trọng tài Hoàng Ngọc Hà." Trước đó, cổ động viên này cũng từng tấn công trọng tài Võ Minh Trí cách đây 10 năm và phải nhận án treo.
Với sự cố trên, câu lạc bộ Hải Phòng đã bị phạt thi đấu một trận trên sân nhà không có khán giả; còn ông Trần Tiến Dũng bị cấm vào sân vận động nơi tổ chức các trận thi đấu bóng đá thuộc quản lý, tổ chức của VFF trong vòng 36 tháng.